# 境界線上のホライゾン
『境界線上のホライゾン』（きょうかいせんじょうのホライゾン、Horizon on the Middle of Nowhere）は、川上稔による日本のライトノベルおよびそれを原作としたメディアミックス作品。イラストはさとやす。電撃文庫（KADOKAWA）より2008年9月から2018年12月まで刊行された。略称は「境ホラ」。本編完結後、続編『境界線上のホライゾン NEXT BOX』が刊行されている。

## 概要
著者が描く世界観「都市世界」における「GENESIS」時代を背景とした作品であり、書名にはそれを示す「GENESISシリーズ」の表記がなされている。ファンタジー、SF、バトル、コメディ、歴史、政治、経済など、多種ジャンルの複合や複雑な設定が見られるシリーズである。2021年12月時点でシリーズ累計発行部数は300万部を記録している。「みんなで選ぶベストラノベ2011」では総合部門で5位、感動部門で8位をそれぞれ獲得している。『このライトノベルがすごい！』作品部門では2013年版で10位を獲得している。
電撃文庫MAGAZINEに、設定資料や序章が先行して掲載された。本作品の初期設定資料はA4で780ページに渡る旨が、I巻<上>の作者紹介に記載されている。
メディア展開
2011年2月にテレビアニメ化することが発表され、同年10月から12月まで放送された。同年12月に開催されたイベント「オールナイト上映会〜きみとあさまで〜」にて2012年夏より第2期が放送されることが発表され、同年7月から9月まで放送された。
電撃文庫MAGAZINE Vol.26では、PlayStation Portable用のゲーム化が発表された。
その他
文庫本の厚みを評して「鈍器」とも呼ぶファンもいる。II巻<下>は全1154ページとなり著者による電撃文庫最厚記録（終わりのクロニクル7巻）を更新した。さらに、本編最終巻のXI巻<下>は全1160ページとなり記録を再度更新した。
続編
2018年12月7日刊行のXI巻<下>での本編完結後、2018年12月21日よりカクヨムにて新章となる『境界線上のホライゾン NEXT BOX』の連載が開始された。書籍版は電撃の新文芸 (KADOKAWA) より刊行されている。『境界線上のホライゾン NEXT BOX』は、台詞やモノローグにキャラクターの顔が描かれたアイコンを表示するアイコントーク形式で執筆されている。

## あらすじ
神代の時代、汚染した地球を修復するため「環境神群」と呼ばれる保全システムに託し、人々が遥かなる天上へ旅立った後。天上での争いに疲弊し、安らぎと復活を賭して再び戻った人類を迎えたのは、環境神群の過剰修復により過酷な環境となった地球だった。黎明の時代、人類は地球上で唯一生活可能な地域…極東の「神州」から、過酷な外界の開拓を試みたものの多くの人と技術が失われ、また争いにより人類は種の存亡の淵に立たされていた。人々は再び天上へ至る力を取り戻し蓄えるため、そして同じ過ちを繰り返さないため、過去の人類の栄光までの軌跡を記した『聖譜』を制定、聖譜に記された過去の歴史を再現する「やり直し」をすることとした。
居住可能な地域が極東のみであったため、人類が天上に旅立つ以前に極東に住んでいた人々は神州で、他の地域に住んでいた人々は環境神群による異層次元技術によって創生された極東のコピーである「重奏世界」で、それぞれの歴史再現をしながら生活することとなった。歴史再現を始めて百余年後…神州での「南北朝動乱」の再現の際、重奏世界を制御していた三種の神器が失われると重奏世界が崩壊、合一した現実世界との間に「重奏統合争乱」が勃発。南北朝動乱の再現によって疲れ果てていた極東側は、最終的に重奏世界側へ敗北。以降は各国の代表と「聖譜連盟」が極東を分割し教導する「暫定支配」体制が確立した。
時は過ぎ聖譜歴1648年、100年ごとに地脈から歴史が自動更新されるはずの聖譜記述が停止、聖譜記述最後の年が訪れ世界は終焉「末世」へと向かっていた。
そのなか、極東に唯一認められた独立領土、巨大航空都市艦「武蔵」では主人公の「教導院の中で最も無能」な葵・トーリが昔死んだはずの少女 ホライゾン・アリアダストに告白すると宣言。しかし翌日に三河が君主 松平・元信による地脈炉の暴走で消滅、同時に自動人形P-01sが極東の所有を禁止されている大量破壊兵器「大罪武装」”焦がれの全域”であること、末世解決のカギであると発表される。
大罪武装の返還と三河消滅の責任として「聖連」から自害を強要されるホライゾンを失わないため、大義名分として挙げた大罪武装の収集による末世解決を行うため、葵・トーリとその仲間たちは世界を相手に戦争を開始した。（第I巻<下>まで）

## 登場人物
葵・トーリ（あおい・トーリ）/“不可能男（インポッシブル）”/“湿った手の男（ウェットマン）”/「俺」
声 - 福山潤
本作の主人公。総長兼生徒会長、武蔵副王。青雷亭本舗バイト店長。黒い上着に飾り鎖（アニメ上だと紐）つけた少年。
ホライゾン・アリアダスト/P-01s（ピーゼロワンエス）/「ホラ子」
声 - 茅原実里
極東当主兼武蔵副王。BLUETHUNDERバイト店員。長い銀髪をした自動人形の少女。
本多・正純（ほんだ・まさずみ）/「副会長」
声 - 沢城みゆき
副会長。男装をした長髪の少女。あだ名は「セージュン」。
トゥーサン・ネシンバラ/「未熟者」
声 - 田村睦心
書記・軍師。眼鏡の小柄な少年。
シロジロ・ベルトーニ/“冷面（レーメン）”/「守銭奴」
声 - 子安武人
会計・商工会幹部。仏頂面な金髪の少年。ハイディからのあだ名は「シロ君」。
ハイディ・オーゲザヴァラー/「〇べ屋」
声 - 名塚佳織
会計補佐。長い金髪の少女。トーリからのあだ名は「オゲちゃん」。
ネイト・ミトツダイラ/“銀狼（アルジョント・ルウ）”/「銀　狼」
声 - 井上麻里奈
第五特務（実働）・武蔵騎士代表。豊富な銀髪の少女。あだ名は「ミト」。自称「狼」だが扱いや行動は「犬」
浅間・智（あさま・とも）/「あさま」
声 - 小清水亜美
武蔵神道代表第二位・茶道部部長・風紀委員。義眼のためオッドアイの長身な少女。

## 作中設定

### 世界
作中は、遠未来の地球で、流体というエネルギーを用い、歴史再現という世界規模の共同作業を行う世界である。

#### 物理
作中の世界は、「流体」からなる「現実世界」に基づいている。
地球（ちきゅう）
人々が住む星。かつて荒廃し、環境神群が苛烈な自然環境へ強化回復した。そのため、ほとんどの土地が開拓し難い強靭な環境となっている。今の人々は、環境神群の拠点で回復が遅れた極東の地でしか生活できない。
天上（てんじょう）
地球外の世界。そこに至れれば、人々は神となる至高の世界。
流体（りゅうたい）
空間の構成要素。どんな矛盾も許容する。流体が物質やエネルギーの“性質”に変化・密集し、万物は在る。無も「無」という性質の流体の密集で、世界に流体がない場所は無いとされる。
地脈（ちみゃく）
特に太い流体の経路。一国に約1本の割合。中は精霊系異族の世界。また空間に影響力があり、歴史に通じている。聖譜はここから歴史を読み取り、また聖譜顕装の動力に転化している。
怪異（かいい）
流体の変調で生じる現象。基本的に有害。程度もあるが、怪異を解決・発生させる技術もある。
“型”（かた）
流体系生物の“鋳型”。流体や澱みが流入・凝結することで、精霊系異族や妖物が生じる。土地ごとに傾向があり、当地の神々や神話上の獣を象ることが多い。

#### 歴史
かつて人々は天上に住み、だが疲弊し地球に戻り、再び天上に戻ろうとしている。
前地球時代（ぜんちきゅうじだい）
創世から地球を離れるまでの年代。繁栄と引換に環境が荒廃し、人々は環境神群に回復を任せて天上へ昇った。作中において、記録も絶えた太古の昔であり、聖譜以外に出来事を知る術は無い。
川上作品で言う連射王（FORTH）や終わりのクロニクル(AHEAD)の時代のことを言う。
神代（かみよ）
天上に昇ってから墜ちるまでの年代。「神々の時代」とも。人々が神となり、宗教は地位を失った。惑星や種族の開発が多く行われた。しかし神同士の争いで疲弊し力を失い、人となって地に戻ることとなる。
川上作品で言うEDGEの時代に当たり、「EDGEシリーズ 神々のいない星で」が2019年8月以来刊行中である。
黎明の時代（れいめいのじだい）
地球に戻ってから歴史再現が始まるまでの年代。
初期
ほとんどの土地が過剰回復で生活できないため、神州の地に人口が集中する。多くの技術を失い、それでも種族や出生を問わない大共同体が築かれた。外界に開拓団を送る際に先祖を鑑定、人々は神州の末裔と世界各国の末裔に分かれる。
中期
続く開拓失敗で、人々は神州中央部と世界各国+神州地方勢力に分かれ争う。少数の神州中央部は帝を造り、環境神群とのアクセスにより拮抗へ持ち込んだ。中央部西側は休戦したが、関東や奥州の東側は徹底抗戦し、制圧戦の様相を呈した。
終期
争って半月、人口半減と技術の更なる喪失で、人々は神州の生活すら危うくなる。危機感を得た人々は争いを止め、聖連の前身となる会議を行った。ここで非衰退調律進行計画が制定、聖譜や重奏世界が造られ、歴史再現が始まった。
歴史再現初期（れきしさいげんしょき）
歴史再現の始まりから重奏世界崩壊までの年代。
前期
神州の末裔は現実世界、世界各国の末裔は重奏世界へ渡り、歴史再現を始める。神州側は歴史再現を為す技術を開発すべく、聖譜の抄本で歴史再現を先行した。また奥州勢は帝勢力が造った天津乞神令教導院とで、重奏世界北部を支援した。
後期
紀元前10000年から紀元前1000年までを100倍、紀元前1000年から紀元元年までを10倍解釈で手早く終わらせる。紀元元年からは倍速解釈をせずに歴史再現を進行、近世まで平穏に進められた。なお当時は神州でも未だ生存に難く、生存力が強かった長寿族が歴史再現を主導した。
近世
重奏世界が崩壊してからの年代。南北朝戦争から重奏統合争乱が起き、乗り込んだ世界各国勢に神州は制圧された。だが世界各国の完全支配は歴史に無いため、政軍を教導院として教導の形式をとった暫定支配が行われた。それまで「神州」と呼ばれた地域は、ここで「極東」と改名される。
現代
作中で展開する年代。戦国時代と三十年戦争が再現される中、1648年で聖譜記述が停止、末世が噂される。

### 組織
国家である「教導院」と、技術・信仰の体系である「教譜」に大別される。また、国家に基づく商業組織「ブランド」も存在する。

#### 教導院
学校の総称。事実上の国家。
本項目は教導院の共通事項を記す。各国の教導院は後述を参照。
総長連合（そうちょうれんごう）
実働を担う部署。軍部に相当する。基本的に戦闘員のため、総長以外に省略や欠番がある国も多い。
総長（そうちょう）
総長連合の長。各国の武力の象徴。生徒会長との兼任者も多い。
副長（ふくちょう）
総長に次ぐ役職。実質的な最強戦力が就く場合も多い。
特務（とくむ）
総長連合の幹部。人員枠は第一 - 六まで。第一は情報、第二は司法を統べる場合が多い。
生徒会（せいとかい）
政経を担う部署。政府に相当する。国務を仕切る性質上、兼任はあっても欠員することはまず無い。
生徒会長（せいとかいちょう）
生徒会の長。各国の権力の象徴。総長との兼任者も多い。
副生徒会長（ふくせいとかいちょう）
生徒会長に次ぐ役職。略称「副会長」。実質的な最高能力者が就く場合も多い。
会計（かいけい）
経済を統括する役職。その他、国勢の推移予測をたてるのも仕事。
書記（しょき）
記録・文芸を統括する役職。会計とは同列。
委員会（いいんかい）
総長連合・生徒会の下で担当する職務に従事する組織の総称。相対権限は低く、委員長でも普段は特務レベルとの相対権限しかない。
代表委員会（だいひょういいんかい）
委員会間や総長連合・生徒会との情報伝達を行う委員会。
風紀委員会（ふうきいいんかい）
教導院・国内の風紀の保持を行う委員会。他国からの諜報員を殲滅したりする。
部活（ぶかつ）
特定の技能に特化した部隊の総称。部長には役職者が多い。名称そのままで戦闘を想定しない部活もある。
聖連（せいれん）
歴史再現の円滑化を目的とした組織。正式名称「聖譜連盟（せいふれんめい）」。各国教導院を束ねる。Tsirhc教譜が主体で、K.P.A.Italiaの教皇総長が代表格。
学生間抗争（がくせいかんこうそう）
学生間の抗争。相対戦も含まれる。多くは教導院間の戦闘で、事実上の国家間戦争。
相対戦（あいたいせん）
役職者間の試合。通称「相対」。勝敗が明確になるものなら手段は問わず、一般的に教導院間の戦いに決着をつける手段。挑まれれば断れないが、挑める相手は自身の相対権で限定される。
相対権（あいたいけん）
相対戦を行う権利。基本的には、同等かそれ以下の位階にある役職者と、相対戦を行う権利。近似位階の役職者との相対戦に勝利すれば、一時的に上位役職者への相対権に繰り上げできる。
校則法（こうそくほう）
各教導院に共通して適用される規則。相対や役職について定める。
臨時生徒総会（りんじせいとそうかい）
役職者以外が教導院の方針を決める会議。その校の全役職者が機能しない状態のみ開けるが、不信任決議のみは例外。

#### 教譜
宗教団体、術式体系の総称。正式名称「教譜教団（きょうふきょうだん）」。多くの教譜は「原型と異なる」「天上へ帰るための願掛け」として、本来の名を逆読みする。
各教譜の具体的な術式は後述を参照。
聖譜（せいふ／テスタメント）
前地球時代の歴史を集約した本。旧・新代の7組と抄本の計15冊。歴史を動かす大国が持ち、対応する聖譜顕装の動力源。歴史を再現すれば繁栄が取り戻せる、という理念で作られた。先読みの利権獲得を阻止するため、自動更新で100年先までしか示さない。
旧代（ウェトゥス）
紀元前の歴史を示す聖譜。
新代（ノウム）
西暦以降の歴史を示す聖譜。
抄本（しょうほん）
奈良時代前後からを示す聖譜。帝勢力に預けられた。
聖譜記述（せいふきじゅつ）
聖譜の表示内容。歴史再現の基軸。同年代を描く創作や人物の後世の扱いも傍論として記す。
歴史再現（れきしさいげん）
聖譜記述に従い歴史を再現する行為（事例は後述）。現代における信仰行為。歴史を繰り返し、過去の繁栄を取り戻すために行う。
八大竜王（はちだいりゅうおう）
大罪武装を持つ者の名称。大罪武装は全部で8つあり(ホライゾンを含め9つ)、三河・P.A.Odaによって各国（K.P.A.Italia、英国、M.H.R.R.、上越露西亜には各1つずつ、三征西班牙、六護式仏蘭西には2つずつ）に配られた。
襲名（しゅうめい）
適格者が史実の人物の歴史再現を専任すること。人に限らず、史実の物・技術は武装や術式などが襲名する。史実と性別が異なる場合、読みを変える者もいる。あやかりや同名を名乗る者も多い。
襲名者（しゅうめいしゃ）
襲名している人物の総称。広義には物・技術も含む。「襲名者の子」という出自も適性となるため、家系化しやすい。そうした家系は「名家」であり、家系自体が襲名することも多い。
非衰退調律進行計画（ひすいたいちょうりつしんこうけいかく）
現代社会の根幹を定めた規定。黎明の時代の領土争いに疲弊した人々が、安全に力を取り戻すため制定した。略称「非衰退調律進行」、正式名称「非衰退のための世界調律化の進行と計画」。
第一条：人類の保全
計画全体の趣旨を定めたもの。人類を存続するための要素として、聖連や聖譜などの開発を定めた。
第二条：生活環境の維持
「環境の激化を止める」という総意。探検隊「七百人隊」が環境神群と交渉、犠牲となることで果たされた。
第三条：領土・人口問題の対応
重奏世界の開発・移住を定めたもの。極東の地形に世界各地の環境を再現し、世界各国の末裔が移住した。
第四条：技術発展の確約
聖譜による安全な発展を定めたもの。「再興まで無用に争わないこと」を定めたもので、歴史再現の正確さを重視しない。歴史再現の後回しや解釈が容認されるのは、ここに起因する。
聖譜越境隊（せいふえっきょうたい）
歴史再現が困難な状況を解決するための部隊。聖譜にないので公にならず、各国に部署はあるが有名無実となっている。時々で実際に行動する者達が現れ、二度に渡り竜属勢力を壊滅させたとされる。かつて元信は自分達で結成するため、各地から有能な人材を集めていた。
七百人隊（ななひゃくにんたい）
黎明の時代に環境神群と交渉した探検隊。聖譜越境部隊の前身。わずか数十人しか生還しなかったとされている。
聖譜Tsirhc系（テスタメントツァークけい）
聖譜を信仰する。現代の最大勢力だが、内部分裂が激しい。
聖譜独奏旧派（カトリック）
主にK.P.A.Italiaが信仰。最古参で最大勢力。色々規制してる。詳細は後述を参照。
聖譜独奏改派（プロテスタント）
M.H.R.R.発祥の新興教譜。旧派と対立。金銭取引を許す。
英国聖譜協奏派（アングリカンチャーチ）
英国発祥の新興教譜。教義は旧派寄り。離婚を許す。
露西亜聖譜協奏派（オルソドクシア）
主に上越露西亜が信仰。旧派の露西亜解釈版。聖画が大好き。
聖譜序奏派（サイオン）
主に魔族が信仰する。旧代聖譜を特に重視する。放浪の民。
聖譜派生ムラサイ系（テスタメントはせいムラサイけい）
主に中東圏が信仰。唯一協奏派（ムラサイ）」の同義語。Tsirhc系と対立中。
非聖譜系（ひテスタメントけい）
聖譜を直接信仰しない教譜の総称。
神道（しんとう）
極東のメジャー教譜。正確には神道教譜。多神教で分業制。帝を用いた極東の歴史的勝利者。詳細は後述を参照。
仏道（ぶつどう）
極東で信仰される教譜。
七部一仙派（オウト）
清武田が信仰する。「七部六仙道（オアト）」とも。
輪廻道（ダンハイ）
印度諸国連合が信仰する。
奏者（そうしゃ）
教譜の信徒、およびその術式を用いる者の正式な総称。
巫女（みこ）
神社に属す女性神道奏者の職業。属す神社の業務・広報なども担う。職務上、能動的・対人的な戦闘を禁じられている。
異端審問官（いたんしんもんかん）
異端者を狩る旧派奏者の職業。特有の処刑具・術式を持つ。職務上、異端者以外を攻撃してはならない。
異端（いたん）
旧派以外のTsirhc系奏者。曰く「罪以前に存在として否定されるべきもの」。
異教（いきょう）
Tsirhc教譜以外の奏者。曰く「教化すればまだ救いようのあるもの」。
魔女（まじょ）
魔術を使う女性奏者の総称。Tsirhc教譜における迫害対象。

#### ブランド
企業体の総称。武装や部品の開発・販売を行い、歴史再現を支援する。
出雲産業座（いずもさんぎょうざ）
極東全域に展開。武蔵の建造や通神関係に関わっている。
IZUMO（いずも）
メインブランド。いろいろと新規新鋭。地名の方は後述。
白砂台座（しらさごだいざ）
神道系機材のブランド。製品は安定志向。浅間神社のスポンサー。
“清らか大市”（サン・メルカド）
三征西班牙の国営ブランド。
武装主体だが、技術が未熟でK.P.A.Italia製品を流用する。
“機械仕掛けの明星”（フィーノ・アルバ）
教皇総長と密接なブランド。発条式機構を売りに、小規模だが広い展開を見せる。
“大属の芸術”（アークス・アート）
英国の国営ブランド。術式や日用品が主体で、出雲産業座と連動中。
“黒金侍”（アイゼンリッター）
M.H.R.R.の小組合。品質重視で、主に機動殻や武装を改派向けで開発。
“見下し魔山”（エーデルブロッケン）
M.H.R.R.の小企業。魔女を支援し、製品も女性向けの魔術関係が多い。
“女神万歳”（エウロパ）
六護式仏蘭西の国営ブランド。欧州最大手で、王の認可を誇りとして生産する。

### 用語

#### 共通の用語

##### 技術
重奏神州（じゅうそうしんしゅう）
人工の異空間。重奏世界（じゅうそうせかい）とも。土地不足を補うべく造られたが、極東（当時の神州）の過失とされる事件で崩壊した。神州の地形を模し、世界各国の末裔は世界地図に見立てて領土を分けていた。
重奏領域（じゅうそうりょういき）
現実世界を上書きした重奏世界の断片。内部は重奏世界の環境を残し、外からは柱状に景色が異なる地域に見える。
ハードポイント
首・脇・腰を囲う“コ”の字型の端末。衣服の留金でもある。術式管理や走狗格納を行い、また常に生命維持の加護を展開する。ハードポイントパーツとも。
地脈炉（ちみゃくろ）
地脈から流体を抽出する炉。ハイリスクだが利益も大きい。怪異を呼び、暴発時の危険が大きいため、Tsirhc教譜圏では運用を禁じている。
流体炉（りゅうたいろ）
地脈炉と同質の機関。出力は小さいが比較的安全。
航空艦（こうくうかん）
飛行する船艦。戦艦の多くは城を襲名する。仮想の海を作り航行するため、航行中は船体中程に波状の光が出現する。神々の時代のものを模倣し量産したため、その艦名が規模を表す区分となった。
術符（じゅつふ）
術式を仕込んだ符。拝気を受けると作動する。利便性はあるが消耗品。
流体燃料（りゅうたいねんりょう）
流体を精製した燃料。航空艦や武装など動力源。人工的なもののほか、賢水や賢鉱石などの天然ものもある。
使用拝気量（アウスプッフ）
魔術を伴う術式における拝気の消費量。

##### 種族
人間（にんげん）
最も個体数が多い種族。
極東人（きょくとうじん）
極東在住者を祖先とする人間の総称。現代は罪人の末裔扱い。
世界各国の末裔
極東以外に住んでいた者を祖先とする人間の総称。現代の主体。

###### 異族
知性ある人間以外の種族の総称。総じて流体に近しい。これらも極東か世界各国の因子を持つため、先祖の区別も可能。
精霊系（せいれいけい）
流体により体をなす異族の総称。特に流体に近しい。死んでも遺骸は残らず、全てが本流である地脈に還元される。分派として精霊系にあたるものも多く、総じて高位な種族として扱われる。“型”から生じるので基本的に親族がなく、社会的概念として見る傾向がある。
妖精（ようせい）
精霊系としては代表的な異族。人間の生態をもつ種もあり、それらは定期的に人と交わる必要がある。人間と妖精の間に産まれた子は、総じて莫大な内燃総拝気量を持つ。
幽霊（ゆうれい）
霊体（正確には精霊）化した死者。足が掠れている。残念や術式で生じた「個人の“型”」に、流体が流入することで発生する。物理要因が効かず、流体や加護の干渉のみ受ける。日常生活にも専用のものが必要。
動白骨（リビングボーン）
人骨を体として動く異族。白骨と相性の良い精霊が、それを媒体とすることで成る。
自動人形（じどうにんぎょう）
人形に魂を宿す人工異族。感情が無い。本体の「魂が宿る器物」を体のどこかに持ち、後天的には移せないとされる。重力を御し、奉仕を本能とする。随時機能を最適化するため、言動がかなり唐突。
生体式（せいたいしき）
有機物を部品とする種。生理的な反応・活動ができる。要人の自動人形化に用いることが多い。
艦長式（かんちょうしき）
航空艦を管理する種。航空艦が本体で、自動人形はインターフェース。語尾は「――以上」。
共通記憶（きょうつうきおく）
同式の自動人形間で共有できる記憶。計算処理や情報交換に優れる反面、干渉を受けると自動人形全体に被害が及ぶ。
重力制御（じゅうりょくせいぎょ）
重力を介し周囲に働きかける能力。多くは運動・業務補助程度だが、戦力に足る出力を設定された個体もある。自動人形は奉仕を本能とするため、主人以外の生物を対象に発動できない。
長寿族（ちょうじゅぞく）
長命な異族。人型と鬼型に大別される。心身の成長が遅く、急な変化を厭う傾向がある。歴史再現初期は源氏を襲名。生存率をあげるため、一定の年齢までは人間と同様の早さで成長する。
人型（ひとがた）
主体派。人間に酷似するが、耳は長く鋭い。関東・奥州では未だに強い権力を持つ。山岳系、森林系、純系などに分かれる。
鬼型（おにがた）
額から角を生やす。女性は人型に近い。戦闘系は大柄で固い外殻に覆われ、強靭な加護と身体能力を持つ。
半寿族（はんじゅぞく）
人間と長寿族のハーフ。体は人間、精神は長寿族の早さで成長するため、心身の年齢がズレやすい。三征西班牙では、人間と長寿族の双方から迫害される。
獣人（じゅうじん/ベトドウペルソンネ）
人と獣の特徴を併せ持つ種族の総称。総じてカロリーの消費が多いため健啖家。
人狼（じんろう/ルウガルウ）
人と狼の性質を併せ持つ異族。六護式仏蘭西異族の最高峰。普段は人型だが、嗅覚に優れ肉食で健康を維持する。
半人狼（デミ・ルウガルウ）
人狼と人間のハーフ。基本的な身体能力は、血統に左右されるが、人狼に劣る。
獣変調（じゅうへんちょう／ベト・デ・モデュレシオン）
狼に変身する能力。部分的な変身も可能。満月の夜のみ使える。半人狼には使えない者もいる。
人狼女王（じんろうじょおう／レーネ・デ・ガルウ）
人狼社会の頂点。現在位者はこちらを参照。本来人狼は人に憑いた狼霊が増力し独立した異族で、社会階級は実力に比例する。
人狐（じんこ）
人と狐の性質を併せ持つ異族。人狼と同じ変調型だが、変身条件が緩く本性が狐寄りで、狐の形態が出やすい。
魔神族（まじんぞく）
角と外殻を持つ巨躯の異族。強い身体能力と内燃総拝気量を持ち、その王は人狼女王に比肩する。
不死系（ふしけい）
自然崩壊でのみ死ぬ部族。外傷は修復するが全身を砕かれると死者化し、人格の型である“魂の骸”が生じる。
竜属（りゅうぞく）
総じて大柄な獣型異族の総称。種で生態は大きく異なるが、条件を満たせば人間の姿になる能力を持つ。かつてゲルマン侵攻で世を席巻したが敗れ、今は各地に散らばっている。
天竜（てんりゅう）
高位種。地脈から生まれる精霊。6枚の翼と高度な知性を持ち、固有に特殊能力を有している。
地竜（ちりゅう）
下位種。生命体としての種族。天竜とは違って親や子を持ち、遺骸も残る。氏族で知能や生態が違う。
リンドヴルム
英国に多い氏族。後ろ足はないが巨大な翼を持つ、高速飛行型の飛竜。
半竜（はんりゅう）
人型の竜属。発生は前地球時代にまで遡り、詳細な出自は不明とされる。
航空系（こうくうけい）
飛行に特化した派生種。固い外殻に翼と天然の噴射口を備え、擬態として背面は白く前面が青い。神代に高重力に適応すべく、種族改造をした部族の末裔。
堕天／墜天（だてん/ついてん）
翼を持つ人型の異族。前者は神に反した者、後者は神を離れ人と生きることを選んだ者をいう。6枚の翼で飛行が可能。消費カロリーが多いため種族的に健啖家。
巨人族（きょじんぞく）
歴史再現初期に平家を襲名した種族。
半狼（ハードウルフ）
人型の狼。人狼に近しい。強靭な体と再生力を持ち、銀製品以外では滅多に傷つかず、治癒も早い。食人習性が強く、犯罪者は「狼藉者（ライカンスロープ）」と呼ばれる。
逆齢の民（ぎゃくれいのたみ）
老体から胎児へと“歳をとる”異族。夢を見るほどに成長（若返り）し、見る間は周囲にその内容が具現化される。
変態野郎（シェイプシフター）
自在に容姿を変える異族。
機獣（きじゅう）
生まれついて機械の体を持つ獣。形態により「機馬」「機鳳」「機竜」などに分類される。
“赤鷲”（ロジョ・アゾゥル）
航空戦に特化した機鳳。三征西班牙新大陸派遣団が10機を所有。
黒藻の獣（くろものけもの）
汚物を食べて浄化する植物の獣。武蔵で下水処理担当として飼われている。
苔の獣（こけのけもの）
黒藻の獣によく似ているが、少々緑色が入っている。六護式仏蘭西の森に住む。
犬鬼（コボルド）
声 - 安元洋貴
労働を食う半使役精霊。鉱床を流れる地脈を巣とする。価値ある物を対価に、依頼内容に従事する。
ユニコーン
六護式仏蘭西の森に生息する獣。女好きで処女しか乗せない。語尾は「〜です――ン」。重奏世界の崩壊以来、体の情報量を削っているため体型や姿があまりにも適当。
妖物（ようぶつ）
生物型として現出した怪異の総称。
非神刀（かみざりとう）
比較的メジャーな妖物。人を象る刀の集合体のような姿をとる。“刀”の性質しか持てず、空間を走る力場刀で周囲を攻撃する。
非竜刀（たつざりとう）
竜の姿をした妖物。武蔵影響下でのみ出現する強力な希少種“隠竜”がある。

###### 神
現世に存在しない高位種族。神性が強いと、「神は現世にいない」という摂理で、体が消える病を患う。
環境神群（かんきょうしんぐん）
地球環境を司る神々。環境を二度と変容できぬよう強化回復した。強大な反面、人格などの個性が無い。
極東系の神
神道に則する神々。天津神・国津神のこと。極東地方勢力が分類した。国津神とは、確立時に恭順した“奉ろわぬ神”のこと。
“奉ろわぬ神”（まつろわぬかみ）
神道に反し続けた神々。土着神のこと。極東中央部が信仰し、神道確立後は名を残さず神社で鎮められた。厳密には自然の大精霊に分類され、他の神々よりも交渉や助力を得やすい。

##### その他
応答
教譜や経歴で異なる応答の言葉。
Jud.（ジャッジ／ジャッジメント）
罪人用。主に武蔵や三河の住人が用いる。
Tes.（テス／テスタメント）
Tsirhc教譜用。一般的に用いられる。
Shaja（シャージャー）
ムラサイ教譜用。元は「勇気」を意味する語Shajaaの表音。
字名（アーバンネーム）
二つ名。姓と名の間に挟んで名乗ることが多い。組織が与える公的なものが主だが、仲間内の俗称などもある。
戦種（スタイル）
戦闘技法の分類。戦時の名乗りの一種。英国発祥で、「主な射程距離+戦闘技術の体系」で種名とする。
通し道歌（とおしどうか）
極東のメジャーな童謡。
外道（げどう）
内外に容赦しない人々。武蔵に多い。

#### 極東の用語
極東（きょくとう）
- 担当する国史： 松平
- 主教導院：武蔵アリアダスト教導院
- 制服：黒が基調の中量級

旧「神州」。南北朝戦争以来、世界各国の暫定支配を受ける。独立領土「武蔵」「三河」のみ、自治が認められている。各国に居留地がある。
帝（みかど）
極東社会の精神的な統治者。神社組織の長。不老の現人神。俗世不干渉で、環境神群を介し地脈を制御しているとされる。
その正体は環境神群を降ろした古式自動人形003であり、介しているわけではなく直接コントロール出来るコントローラー。8の下にてすでに役割を終えていると明智・光秀によって環境神群の元へ返された。
003の魂自体はすでにもうない。
京（きょう）
帝が住むとされる要塞「御所」がある場所。P.A.ODAの明智・光秀が管理・自治を認めている。
神社（じんじゃ）
人と神道系の神々を仲介する組織。信仰のほかに神奏術や通神の管理など担い、その役目はプロバイダに近い。
天津乞神令教導院（あまつごいしんれいきょうどういん）
最初期の教導院。歴史再現初期に帝が世界各地に作ったとされる。
IZUMO（いずも）
六護式仏蘭西領の浮遊島。出雲産業座の本拠地。

##### 武蔵の用語
武蔵（むさし）
独立領土の1つ。地名を八重襲名した準バハムート級の航空都市艦群。8艦同士は無数の太縄で連結しており、それらは重力床による通路でもある。事情で故郷にいられなかった者が多く、自ら言わない限り過去を問わないのが暗黙の了解。自給率が低いため連戦や長期戦闘が難しく、また個々人は強いが集団戦に弱い。三河争乱後は極東の中心となり、大罪武装と世界征服による末世解決を目指す。
浅草（あさくさ）
左舷一番艦。貨物船。4本のデリックがある。
品川（しながわ）
右舷一番艦。浅草と同上。
村山
左舷二番艦。行政の中心部。観光・外交など対外的活動も担う。正純の家がある。
武蔵野（むさしの）
中央前艦。武蔵の旗艦で、全体の指揮や運用を担う。
多摩（たま）
右舷二番艦。村山と同上。
青梅
左舷三番艦。主な居住区が集中し、また生産区画も多い。
奥多摩（おくたま）
中央後艦。教導院を中心に学生主体の施設が集中している。浅間神社もここにある。
高尾（たかお）
右舷三番艦。青梅と同上。
武蔵改（むさしかい）
改装後の正式名称。全体的に強化され、また武装も積んだ。
兼定（かねさだ）
武蔵改が搭載する重力制御砲。低出力の“小兼定”と大出力の“大兼定”がある。
武蔵アリアダスト教導院（むさしアリアダストきょうどういん）
極東主校。奥多摩にある。聖連により「18歳で卒業」「総長・生徒会長は“最も能力が低い者”」と定められている。
アリアダスト
松平（MATSUDAIRA）のアナグラム。元信が三河君主に就任した際、恭順の意として名乗った。後に意思が認められ名も戻ったが、その名残でいくつかのものに使われている。
後悔通り（こうかいどおり）
奥多摩表層・右舷中央通りの俗称。入り口にホライゾンの死を弔う石碑がある。
青雷亭（せいらいてい）
葵家が経営するパン屋兼軽食屋。多摩表層部と別所とで、2つの店舗がある。
BLUETHUNDER（ブルーサンダー）
多摩側の店舗。店長は葵・善鬼。元々は別の店だったが空家となり、善鬼が二号店として用いている。
青雷亭本舗（せいらいていほんぽ）
青雷亭の一号店。店長（バイト）は葵・トーリ。葵姉弟の現住所。一時閉店したが、葵姉弟が中等部頃に再度開店した。元々はホライゾンの母親がやろうとしていた店である。
◯べ屋（まるべや）
武蔵野表層部にある商店。先代店主に拾われて以来、シロジロとハイディが勤めている。
浅間神社（あさまじんじゃ）
武蔵主社。浅間・智の実家。解約率が2%を下回るしつこさで有名。
暫定議会（ざんていぎかい）
教導院卒業生の政治組織。実質的権限は無く、公的には「発言力のある意見」という扱い。実は正純を愛するアニメオタク集団。
機関部会（きかんぶかい）
武蔵航空機関の整備員がなす組織。通称「機関部」。
領主部会（りょうしゅぶかい）
武蔵の各地を治める領主がなす組織。その多くは騎士。
武蔵王（むさしおう）
聖連が派遣した武蔵の監督役。進路や行政の最終決定権を持つ。ヨシナオのこと。
有明（ありあけ）
武蔵専用の浮上ドック。水戸上空にて武蔵の改装を行う。
“きみとあさまで”
喜美、ミトツダイラ、浅間のトリオバンド。本編の1年前、K.P.A.Italiaの雅楽祭に際し結成した。
“愛繕”（あいぜん）
ナルゼとマルゴットのデュエットバンド。“夢見”の魔術でコードを導き出し、作曲している。

##### 三河の用語
三河（みかわ）
- 支配地域：東海、関東

独立領土の1つ。後の極東代表国。P.A.Odaとの同盟で中立化し、聖連・P.A.Odaの何れにも半鎖国を敷く。大罪武装を開発し、各国に預け恭順の意を示す。城下では怪異が多発している。元信による新名古屋城の暴走で消滅、現在は復旧作業が行われている。
新名古屋城（しんなごやじょう）
5器からなる大型地脈炉を要した工房。元信により暴走、城下町とともに消滅。
三河警護隊（みかわけいごたい）
極東唯一の武装部隊。三河の防衛や周囲での要人警護を任じる。三河争乱で武蔵と合流、「極東警護隊」となった今は二代の私的戦士団のような扱い。
家臣払い（かしんばらい）
ほぼ全ての家臣を自動人形に襲名させた人事。10年前に行われた。一部を除く旧家臣は任を解かれ、多くの人材が三河を去っていった。
松平四天王（まつだいらしてんのう）
かつて元信を支えた4人の役職者の俗称。当時の総長・酒井、副長・忠勝、副会長・井伊、書記・榊原のこと。

#### 三征西班牙の用語
三征西班牙（トレス・エスパニア）
- 担当する国史： 大内・大友+スペイン
- 支配地域：下関
- 主教導院：アルカラ・デ・エナレス
- 制服：騎士の様相を残す重量級、紅色の基調が特徴

白兵・戦艦戦に優れる大国。現役が先代総長との関係が薄く、二重襲名で権力を補強している。三征葡萄牙（トレス・ポルトガル）を支配する。人間純血主義で、異族を迫害する。歴史再現で金欠や破産を強いられ、特にアルマダの海戦後は没落を示唆されている。大罪武装「悲嘆の怠惰」「嫌気の怠惰」を所有する。
サン・ロレンソ
房栄が艦長を務める戦艦。
超祝福艦隊（グランデ・フェリシズマ・アルマダ）
大規模な航空戦艦隊。アルマダの海戦の歴史再現で建造されている。
サン・マルティン
旗艦。高度なステルス機能を持つ同型の3艦からなる。アルマダの海戦にて用いられるが、2・3番艦は全損、1番艦も大破に追い込まれた。
第十三無津乞令教導院（だいじゅうさんむつごいれいきょうどういん）
襲名者を育てる孤児院施設。過酷な修練が問題となり解体された。一部の在学生が脱走し、生き残っている。
西国無双（さいごくむそう）
襲名「立花・宗茂」の二つ名。深刻な経済危機にある三征西班牙にとって、融資や信用を得る重要要素。三河争乱の敗北後、襲名者交代で印象を補正し、商業や広報の一新を図った。
門（もん）
九州西部と新大陸東岸の空間を繋ぐもの。かつて環境神が無数に造ったが、重奏世界の崩壊時に多くが失われた。三征西班牙はこれを用い、新大陸開発の歴史再現を行っている。
審問艦（しんもんかん）
“刑場”を搭載した航空艦。
“刑場”（アンダミオ・デラ・エジェクシオン）
分解力場壁を発生する処刑施設。分解力場壁とは、触れた者の「罪の記憶」に反応して当人を流体レベルで分解する障壁のこと。

#### K.P.A.Italiaの用語
K.P.A.Italia（ケーピーエーイタリア）
- 担当する国史： 安芸+イタリア
- 支配地域：瀬戸内
- 主教導院：K.P.A.S.
- 制服：開放性で裕福さを示す重量級、縦縞模様が特徴

旧派と聖連の首長国。旧派首長国として三征西班牙に対する命令権があり、強い協同関係にある。教義で直接の金銭取引が出来ず、かつて三河に敗れて以来、資金繰りに労する。第二次木津川口の戦いでP.A.Odaに敗北、M.H.R.R.の傀儡となる。大罪武装「淫蕩の御身」を所有する。
教皇総長（きょうこうそうちょう）
旧派首長を兼任する総長。聖連の代表。第二次木津川口の戦い後に代替わりが行われ、現在は10代目。
厳島（いつくしま）
本陣にあたる浮遊島。安芸の主社、厳島神社がある。第二次木津川口の戦いで大破。
栄光丸（レーニョ・ユニート）
インノケンティウス所有のヨルムンガンド級航空艦。三河来訪時に用い、三河争乱で撤退する武蔵を追撃、悲嘆の怠惰により大破。
パドヴァ教導院（パドヴァきょうどういん）
ガリレオが学長を務めていた教導院。

#### 英国の用語
英国（イングランド）
- 担当する国史：イギリス
- 支配地域：対馬
- 主教導院：オクスフォード教導院
- 制服：種で異なる体型を考慮した重量級、紺色の基調が特徴

極東を暫定支配しない中立国。異族中心。手狭な対馬ではなく浮遊島を領土とする。アルマダの海戦後の大国。P.A.Odaにも中立的だが、友好国・上越露西亜のために敵対することもある。大罪武装「拒絶の強欲」を所有する。
浮遊島（ふゆうとう）
重奏領域の海底を浮上させた領土。イングランド、スコットランド、アイルランド、ウェールズの4領邦で成る。外縁から中央に向かう地層の四層構造で、中央から第一〜四階層と呼ばれる。第四階層は罪人や非学生が住むスラムだが、地殻同様に浮上した海に唯一接する地でもある。
女王の盾符（トランプ）
総長連合・生徒会に相当する組織。該当者は14人。トランプに準えるが、13に王賜剣二型をあて、11を省いて10を二度数え、5を三人一組とする。特務が無いが、多くはそれに匹敵する能力を持つ。
妖精女王（ようせいじょおう）
現オクスフォード教導院総長の異称。エリザベスのこと。
倫敦塔（ロンドンとう）
城塞型の塔。頂上部には“刑場”と同様の施設がある。
花園(アヴァロン)
壁内部にある1キロ四方の異空間。内部は常に夜空で、平地に草原や森があり、小川が流れている。末世研究用に造られたもので、協同していたマクデブルグにもある。
尼子家（あまこけ）
かつて出雲地方を治めた一族。六護式仏蘭西に滅ぼされ、残党は英国やIZUMOに流れた。反抗を続ける少数派もいる。
尼子十勇士（あまこじゅうゆうし）
尼子家に属した10人の武将襲名者。多くは戦死し、生き残りも他の残党同様散り散りとなり、消息不明。

#### P.A.Odaの用語
P.A.Oda（ピーエーオーディーエー）
- 担当する国史： 織田+オスマン
- 支配地域：近畿・東海
- 主教導院：P.A.O.M.
- 制服：砂漠の民族衣装を思わせる軽量級、ターバンが特徴

各国へ同時侵攻する大国。信長の襲名者が主導、実力主義で役職者は異族が多く、聖連から半脱退している。M.H.R.R.と協同している。三河と同盟しているため、大罪武装が預けられていない。世界の勢力図を塗り替える大侵攻の反面、信長暗殺の歴史再現を間近にしつつある。
五大頂（ごだいちょう）
主力。通称「六天魔軍」。四番の人員枠が二人一組なので、該当者は6人いる。大罪武装に代わり、独自開発された専用武装を信長から与えられている。
P.A.O.M.（ピーエーオーエム）
P.A.Oda・M.H.R.R.間の連携を図る部署。五大頂の半数が属し、M.H.R.R.の役職の大半を兼任している。歴史再現により、信長の死後はM.H.R.R.こと羽柴勢としてP.A.Odaと対立する。
創世計画（そうせいけいかく）
末世に対抗する計画。実体は不明。元々は三河が発案し、P.A.Odaに持ちかけた。大罪武装開発も計画の一環。
琵琶湖（びわこ）
大規模ステルス空間で隠蔽された地域。内部は造船所になっているらしく、安土城が建造された。
竜脈炉（りゅうみゃくろ）
弾頭型の地脈炉。故意に暴走させ広域を破壊するが、地脈を狂わせるため後世まで被害が残る。
航空艦攻撃（こうくうかんこうげき）
無人航空艦を直上から敵にぶつける戦術。羽柴考案でマクデブルクの略奪にて初採用、大威力の奇襲として他国も模倣する。
劔神社（つるぎじんじゃ）
P.A.Odaの主社。

##### 戦艦
鉄甲艦（てっこうかん）
黒塗りの重装甲戦艦。主力級として多く造られ、特に九鬼・嘉隆が建造に長ける。
安土城
旗艦。6艦が連動した戦闘用航空艦群で、武蔵に似る。
白鷺・改（しらさぎ・かい）
ジズ級打撃型戦艦。艦長は滝川・一益。かつて羽柴が高空用に改修したもので、高速機動が売り。印度諸国連合が打倒を狙っている。
シギサン
ヨルムンガンド級1艦とクラーケン級8艦の戦艦群。艦長は松永・久秀。円盤形の中央艦に連動する8艦の戦艦で、平蜘蛛を模す。
清洲（きよす）
信長直轄の主力航空艦。長篠の戦いにて弁慶と交戦し大破。
墨俣（すのまた）
羽柴が建造した高速艦。“一夜城”の歴史再現で建造された。訓練艦として用いられていたが、戦艦に改装され長篠の戦いに参戦。
長浜（ながはま）
輸送艦から改造した軽打撃艦。
聚楽第（じゅらくだい）
戦闘外交艦。所有者は羽柴・秀次だが、昏睡中のため駒姫が艦長代理。ノヴゴロド墜落の際、被害を止めるために用いられ大破。

#### M.H.R.R.の用語
M.H.R.R.（神聖ローマ帝国）
- 担当する国史： 羽柴+神聖ローマ帝国
- 支配地域：近畿
- 主教導院：A.H.R.R.S.
- 制服：黒地に金属部品を多く配す重量級

無数の領邦からなる国。旧派主体だが改派を信仰する領邦も多く、対立している。旧派がP.A.Odaを後援とし、改派は英国と協同して末世研究を進めている。大罪武装「飽食の一撃」を所有する。
副総長（ふくそうちょう）
各領邦の統治者。M.H.R.R.限定の制度。総長を輩出した領邦の後任副総長は、生徒会長を兼任して上位化するのが習わし。
マクデブルク
改派の領邦都市。印刷・出版業に長ける。英国と協同で末世研究を進めており、花園を持つ。虐殺の歴史再現を持ち、それを防ぐ人質としてアンヌやルドルフを近辺に囲う。
マクデブルクの半球（マクデブルクのはんきゅう）
人工的な末世を障壁として展開する装置。対末世用に造られた。出力に正比例した防御力を得られるが、末世の根本的な解決策にはならない。
ハーメルンの笛吹男（ハーメルンのふえふきおとこ）
大量の児童が行方不明になる昔話。公主隠しとの近似性が示唆される。
ハプスブルク家（ハプスブルクけ）
M.H.R.R.の王族。多産の歴史再現のため、家系的な肉体改造を行っている。変身能力、交配の自由化、無痛覚を目的とし、これは男性にも現れる。
独逸傭兵団（ランツクネヒト）
戦闘系の部活。公的には「現金報酬で助力する留学生集団」。長は前田・利家。団員は戦地で募集するため、学生を辞した者が国土防衛に参加する門戸でもある。
十本槍（じっぽんやり）
羽柴藤吉郎の対武蔵用部隊。羽柴がスカウトした若手集団で、該当者10人中9人は女性。現真田十勇士の面々が属す筈が、今の10人がそれを打ち破り、席を奪った。

#### 六護式仏蘭西の用語
六護式仏蘭西（エグザゴンフランセーズ）
- 担当する国史 毛利+フランス
- 支配地域：中国地方
- 主教導院：Ecole de paris
- 制服：瀟洒なデザインの重量級、青色の基調が特徴

後の欧州最強国。騎士が武力を担い、武神を“騎馬”に解釈した強大な陸戦力を持つことで有名。世界各国側は繁栄を得るのに対し、極東側は大敗と没落の歴史再現を有する。太陽王ルイ・エクシブによる絶対王政の下、襲名独占による世界征服をかかげる。大罪武装「傲慢の光臨」「虚栄の降臨」を所有する。
狩猟館（パンション・ヴェルサイユ）
旗艦。多数の武神や戦士団を載せる大戦艦。
御菓子の家（おかしのいえ）
人狼女王の実家・セーフハウス。洋菓子を建材にした家屋。魔女製で、部品は「子供」にしか取り外せず、取られても自己修復する。
三銃士（さんじゅうし）
近衛銃士隊の主力。3体の戦闘用自動人形。リュイヌの武神化などで出来た欠員を埋めるため、創作の歴史再現で急ぎ造られた。
鳥取城（とっとりじょう）
対M.H.R.R.輸送艦。自動人形で歴史再現をしのいだ後、交換条件の下でM.H.R.R.に譲渡される。
武神砲弾（ぶしんほうだん）
中武神を縦列で突進させる戦術。地位や伝統に囚われない、機能性と合理性に基づく次世代の戦術。
衝撃砲弾（しょうげきほうだん）
純粋に衝撃だけを放つ非貫通弾。対艦特化の新型弾。超高速だが貫通しない。航空艦に撃ち込めば、それを散弾のように破裂させられる。
時間差砲弾（じかんさほうだん）
発射後に速度差が生じる砲弾。一般的に航空艦の障壁は、敵艦の砲撃タイミングから着弾時を計算し、自動で発生する。ゆえに同時砲撃でありながら着弾時がズレるこの砲弾は、航空艦での防御が難しい。
プラットフォーム
武神射出用の空母型施設。未確認だが、実在は確定視されている。高度なステルス技術を備え、全貌は不明だが全長110m前後と見られている。これにより航空用武神を新造せずに済み、また武神2機で戦艦2艦を中破しうる。

#### 関東勢力の用語
関東勢（かんとうぜい）
関東にある国々の総称。「関東諸家」とも。黎明の時代における極東中央部東側の末裔で、長寿族が威光を色濃く残す。世界各国側も非聖譜系が主で聖連の影響力が弱く、荒っぽい武闘派が多いことで有名。
里見（さとみ）
- 担当する国史： 安房+李氏朝鮮
- 支配地域：房総半島
- 制服：武蔵アリアダスト学院と同じ

関東東端に位置する小国。少数精鋭で有名。鎌倉幕府滅亡後に一部の長寿族が起こした。豊かな領地を守るため、物語の歴史再現で強力な武装を造った。奥州西部の海上交通を押さえる位置にあり、印度諸国連合とは江戸湾の制海権を争う仲。安土城の出現によりP.A.Odaに敗北、事実上の属国となる。
印度諸国連合（インドしょこくれんごう）
- 担当する国史： 北条+インド
- 支配地域：東海から関東
- 主教導院：小田原学院
- 制服：トガに似たゆとりある装束

多数の異族勢力からなる連合国。自動人形技術の本場。ムラサイ教譜のP.A.Oda傘下だが、反P.A.Odaを掲げる。主権を確立するため、先代頭首と重臣が互いの子を国主とする政策があったが、失敗した。それでも先代頭首は娘の氏直を後継とし、それは成功したが、代償に重臣や許婚の子は追放された。
小田原城（おだわらじょう）
印度諸国連合の旗艦。平たい稜角型の戦闘艦。
光臨弾（こうりんだん）
着弾時に放つ光で照らした物を融解する砲弾。「指導者によって覚醒する支持者」を示す術式で、光ではなく、それを浴びた物が効果を起こす。融解は光を浴びる角度や反射率による。また人体に融解は生じない模様。
清武田（しんたけだ）
- 担当する国史 武田+中国
- 支配地域：関東
- 主教導院：覚羅教導院
- 制服：乗馬を念頭に置いた軽量級

関東最大の強国。P.A.ODAの東北進出を止める防波堤を担う。移動都市を用いた遊牧文化。長篠の戦いでP.A.Odaに敗北し、総長・義経を失う。
躑躅（つつじ）
旗艦・首都。都市としての弁慶の異称。
真田（さなだ）
- 主教導院：真田教導院
- 制服：覚羅教導院と同じ

山間の小国。清武田の傘下だった。歴史再現の末に流れ着いた者達が多く、忍者や竜属が多く属している。関ヶ原以後を見据え、勢力を二分する歴史再現で内部派閥が二分している。
副長派（ふくちょうは）
現在の主体派。長は副長の信繁。竜属と十勇士を味方とする。羽柴内での優遇を得るため、武蔵に幾度も挑む。
真田十勇士（さなだじゅうゆうし）
主力。「要らず」を自称する忍者集団。現役は元P.A.Oda所属で、本来十本槍となる筈が競争に敗れ、国を去った者達。後に真田に流れ着き、老いた竜属である先代達の後継者として迎えられた。
山家神社（やまがじんじゃ）
真田の主社。イザナミとククリヒメを奉る。
真田の遺跡（さなだのいせき）
天津乞神令教導院の1つと見られる遺跡。元信や信康が研究に用い、信康の遺言で酒井がほとんどを破壊した。30年前に島原の乱の残党が再反乱を起こした地だが、そこには幾らかの謎がある。

#### 奥州勢力の用語
奥州勢（おうしゅうぜい）
奥州にある国々の総称。事実上、上越露西亜も含む。極寒を生きるため談合と中央集権を重視し、魔神族などの異族が多い。関東同様の出自だが、相互補助の精神を色濃く残し、同胞意識が極めて強い。
多重重奏領域（たじゅうじゅうそうりょうき）
重奏領域の密集地域。奥州の場合、本州北部にロシアの気候が上書きされる極寒地帯となった。ゆえに欧州の国々は自給自足を重視し、敢えて重奏領域内に生活の場を持った。
上越露西亜（スヴィエートルーシ）
- 担当する国史 上杉+ロシア
- 支配地域：北陸（関東・上越一帯）
- 主教導院：春日山宮殿（カスガガーラクレムリン）
- 制服：防寒着仕様の重量級、白色の基調が特徴

現在の北部最強国で欧州7大国の一つ。P.A.ODAの一向一揆衆も合わせた魔神戦士団と、“挨拶”に長けた艦隊を擁する。校舎周辺に植物園や動物園が多い。短期な夏を尊び、夏祭りが客人への最大の歓迎。大罪武装「憤怒の閃撃」を所有する。
“挨拶”（プリヴェート）
短期の艦上戦。自艦と敵艦の甲板をすれ違わせ、交差する間にお互いの戦士団をぶつけ合う。甲板の積雪・氷結防止の重力制御を用いたもので、中世に流行した決闘祭を真似たのが発祥。
ノヴゴロド
上越露西亜最古の都市。半球状の都市艦。市長はマルファ。マルファの一族が市長で守護を勤め、最奥には最古の天津乞神令教導院がある。歴史再現で全市民が死者化し、不休の大商業都市となった。後に七尾城を二重襲名。
死者戦士団（ししゃせんしだん）
マルファが率いる部隊。現ノブゴロド住人のほぼ全てが該当。粛正の「人口が1/4になる」歴史再現を利用し、4人分の遺体を1体にまとめた強化戦士で構成される。ゆえに体は奇形かつ不揃い、魂も不完全で自我も迷いも無い。
平泉（ひらいずみ）
奥州藤原氏を存続させる長寿族の隠れ里。黎明の時代の記録を持ち、その出自もあって三国の談合では中心を担った。
水戸（みと）
江戸湾に面するミトツダイラの領地。領主が不在がちで土地の管理は甘いが、領民には愛されている。名産品は納豆と肉。
大共同体（だいきょうどうたい）
様々な種族・出自がともに暮らす場。黎明の時代に失われ、後の争いは「これを破った者達＝裏切り者との戦い」の意味もあった。奥州勢の強い同胞意識や、平泉が聖連と距離をとりつつも助力するのは、ここに起因する。
“約束”（やくそく）
三国の談合会、正確にはそこで交わされた約束のこと。幼少の政宗と小次郎、駒姫、繁長を主に、後見人で義姫、義光、景勝（当時の謙信）とマルファが参加した。ここで政宗らは「いずれ失われる小次郎と駒姫を守り、自由にする」という誓いをたてた。
奥州シビル（おうしゅうシビル）
- 地域：東北

極寒の氷雪地帯。「シベリア未踏地域」とも。歴史再現で暫定支配できない地域の1つ。東部を伊達、西部を最上が統べる。
伊達（だて）
- 担当する国史： 伊達
- 主教導院：仙台伊達教導院
- 制服：J.M.K.と同じ

松平の治世で奥州覇者となる国。竜をシンボルとして掲げ、機竜を参考にした竜頭の武神部隊を擁する。拠点「仙台城」には農園や広大な庭があり、豊かな自然が作られている。松平治世を前提にしていたため、三方ヶ原の戦いの敗戦に最も過敏に反応した。
最上（もがみ）
- 担当する国史： 最上
- 主教導院：山形城
- 制服：J.M.K.と同型だがメインカラーは黄色

一代で台頭した大国。義光のワンマン体制で、総長連合がほぼ存在しないのが特徴。領土は奥州最大で、鬼切で上越露西亜・伊達を同時に相手取る。雪を最大活用した町づくりや農業を行っており、米所としても知られる。
山形城（やまがたじょう）
旗艦・教導院。三胴式の大型艦。砲撃制御が義光の持つ大型扇子と直結しており、機敏な統制が可能。

#### その他の用語
阿蘭陀（オランダ）
ヴェストファーレン会議の戦勝国の1つ。改派として三征西班牙から独立すべく戦争中。オラニエが公主隠しに遭ったため、支援国である英国に運営権を預ける。
アフリカ諸国（アフリカしょこく）
- 担当する国史： 島津+アフリカ
- 支配地域：九州

植物系異族と労働力の多い国。
新大陸（しんたいりく）
- 地域：北海道

歴史再現で暫定支配できない土地の1つ。野性の機獣がひしめく“外界”。門で東岸が九州西部、三征西班牙と繋がっており、開拓が進められている。
未開大陸（みかいたいりく）
- 地域：四国

歴史再現で暫定支配できない土地の1つ。不毛地帯の多重重奏領域がある。主に珪素型の異族が住む。うどん王国もある。

### 事件
重奏統合争乱（じゅうそうとうごうそうらん）
- 交戦戦力：極東中央部vs世界各国+極東地方勢力

重奏世界崩壊で再発した土地不足をめぐる戦い。約160年前に勃発、南北朝戦争に疲弊した神州側は早期降伏し、極東と改名した。こののち極東は世界各国側に暫定支配され、日本史と世界史の重複再現が始まる。
公主隠し（こうしゅかくし）
被害者の足跡が完全に絶える神隠し。被害者は襲名者やその近親者が多く、過去に一度消息を絶っている。帰還した時、当事者は「どこにもない教導院にいた」と語っていたという。
二境紋（にきょうもん）
公主隠しの現場に残る紋章。円の中央に横一線を引いた形。
末世（まっせ）
聖譜の更新停止を「この世の終わり」とする推測。流体消滅という「本当の無」が、怪異を起こしながら蔓延する現象とされる。単語自体は「この世が終わるという推測」全般を指し、幾度か「末世」は起きている。
三河消滅（みかわしょうめつ）
- 交戦戦力：三河首脳部vs三征西班牙+K.P.A.Italia

新名古屋城の暴発をめぐる戦い。創世計画の始まりとして暴発を望む元信を、2国が鎮圧しようとする。なお暴発を望んだのは元信とそれに従う側近で、三河警護隊は無関係。
武蔵相対戦（むさしあいたいせん）
- 交戦戦力：ホライゾン救出派vs生徒会+領主部会+機関部会

武蔵の方針を決めるための生徒総会。ホライゾン救出を望む一派に、救出後を案じる各部署の代表が応じた。方針確定のため代表戦が行われ、2回先勝の確定もありの3回戦方式がとられた。
三河争乱（みかわそうらん）
- 交戦戦力：武蔵vsK.P.A.Italia+三征西班牙

ホライゾン救出を賭けた戦い。武蔵用陸港から審問艦が停留する一般陸港へ進軍する武蔵勢を、2国が防衛する。
英国前襲撃（えいこくまえしゅうげき）
- 交戦戦力：武蔵vs三征西班牙/武蔵vs英国

聖連への忠誠証明で断続的に行われた襲撃戦。三征西班牙は「敵国・英国への物資援助の阻止」を名目に役職者総出で襲撃。英国は「立場不透明かつ戦闘中の武蔵の国領侵入阻止」で“女王の盾符”が出場した。
英国との通商会談（えいこくとのつうしょうかいだん）
- 交戦戦力：武蔵生徒会会計vs英国“女王の盾符”会計

輸入品「食肉」をめぐる交渉。武蔵の目的は、三河からの航行で賞味期限寸前の食肉を、消費率の高い英国で売り切ること。英国の目的は、間近に迫るアルマダの海戦に備え、出来るだけ安く多く仕入れること。英国に望むまま買い叩かれた場合、武蔵は向こう2年分の損失となる。
春期学園祭（しゅんきがくえんさい）
武蔵・英国間の祭り。食肉の短期消費と戦前の鼓舞を目的とし、開催期間の設定が会談の要となった。開催期間が11日間を下回る場合、武蔵側は利益を得られない。
英国相対戦（えいこくあいたいせん）
- 交戦戦力：武蔵vs“女王の盾符”

対英会議を挟み、1度目と2度目に分けられる。
英国相対戦1
武蔵総長との交渉権を賭けた相対戦。“女王の盾符”は武蔵の吸収を図るが、相対権が特務級で直接総長と相対できない。ゆえに相対戦の勝利で権利の繰り上げを目論み、武蔵の役職者数名を襲った。
英国相対戦2
メアリの身柄をめぐる戦い。英国が国防強化のため行う処刑を、武蔵は点蔵の告白と大義貫徹のため強襲した。アルマダの海戦前半と同期し、戦線に出なかった武蔵と英国の役職者や戦士団が争った。
対英会議（たいえいかいぎ）
- 交戦戦力：武蔵vs英国vs三征西班牙vsP.A.Oda

武蔵・英国間の同盟をめぐる会議。武蔵は英国の貿易拠点化をもって同盟を求めた。そこへ三征西班牙やM.H.R.R.を代表した利家が介入、経済問題や三河での大義不貫徹を指摘した。

#### 歴史再現の事例
概要は前述を参照。
戦国時代（せんごくじだい）
群雄割拠の大名が争う極東側の大戦争。P.A.Oda優勢、M.H.R.R.（羽柴）制覇、極東の治世という3段階に分けられる。歴史再現の前倒しや後回しが続発し、進行が遅延している。
三十年戦争（さんじゅうねんせんそう）
M.H.R.R.の内乱に始まる各国を巻き込んだ大戦争。ヴェストファーレン会議をもって終結する。
ヴェストファーレン会議（ヴェストファーレンかいぎ）
更新停止した聖譜が最後に示す歴史再現。M.H.R.R.敗北、阿蘭陀とスイスの独立などを取り決めた。現状、公に開ける唯一の国際会議で、武蔵はこれに向けた活動を行っている。
南北朝戦争（なんぼくちょうせんそう）
- 交戦戦力：極東南朝勢力 vs 極東北朝勢力

南北の朝が帝位を求めた争い。争う中で神器が紛失、地脈の制御が乱れて重奏世界は崩壊した。
レパントの戦い（レパントのたたかい）
厳島の合戦との二重襲名となった多重戦。
- レパントの海戦側交戦戦力：三征西班牙vsP.A.Oda
- 厳島の戦い側交戦戦力：三征西班牙vs六護式仏蘭西

当時の三征西班牙は英国、M.H.R.R.、K.P.A.Italiaと親しく、六護式仏蘭西は包囲打開のため猛攻した。さらにP.A.ODAは事実上の勝利を得るため、歴史再現以上の侵攻を仕掛けた上で自ら敗北宣言をした。かたや激戦、かたや殺戮の様相を呈した戦場は、三征西班牙の多大な損害となった。
アルマダの海戦（アルマダのかいせん）
- 交戦戦力：英国+武蔵vs三征西班牙

超祝福艦隊が英国本土を一周する戦い。7つの戦場に分けられる。三征西班牙は史実の惨敗を実質的勝利の解釈で済ませ、後の没落回避を目論む。武蔵は英国に傭兵として助力、三征西班牙はセグンドが決死の艦隊代行を行った。後に超祝福艦隊が復帰するのを境に、前半戦と後半戦に大別される。
第二次木津川口の戦い（だいにじきづかわぐちのたたかい）
- 交戦戦力：K.P.A.ItaliavsP.A.Oda

厳島をかけた艦隊戦。現代でP.A.OdaがK.P.A.Italiaを攻め込める唯一の歴史再現。九鬼率いる鉄甲艦隊と孫一に対し、K.P.A.Italiaは村上水軍と道雪の防衛戦を展開した。
マクデブルクの掠奪（マクデブルクのりゃくだつ）
- 交戦戦力：改派+武蔵+六護式仏蘭西vsM.H.R.R.旧派+P.A.Oda

マクデブルク市で起きたM.H.R.R.内の内乱。旧派が改派への見せしめで行った虐殺と暴行だが、三十年戦争敗北の契機となる。アンヌとルドルフを人質に先送りにしていたが、アンヌの寿命を契機に断行された。改派は傭兵として武蔵、アンヌの母国の六護式仏蘭西の助力を得るが、旧派はP.A.ODAの新兵器を多用した。
三方ヶ原の戦い（みかたはらのたたかい）
- 交戦戦力：武蔵vs清武田+P.A.Oda

武蔵こと水戸松平が喫する大敗戦。清武田の国力が落ちる契機。武蔵は談合で実戦の回避を図る。結果、武蔵が寄港地・江戸に着くまで、清武田が雇った独逸傭兵団とP.A.Oda艦隊が行う追撃戦となる。
長篠の戦い（ながしののたたかい）
- 交戦戦力：清武田vsP.A.Oda

清武田の武田側戦力が滅ぶ戦い。三方ヶ原の戦いに向かうP.A.Oda艦隊の一部を、義経と弁慶が迎え撃つ形となった。
御館の乱（おたてのらん）
- 交戦戦力：上杉・謙信（イヴァン4世）勢力vs上杉・景虎（ノヴゴロド）勢力

「ノヴゴロドの大粛正」との二重襲名となった大虐殺。総長の襲名を謙信から景勝へ乗り換えることを初め、体制を一新のために行われた。結果、兼続と繁長の起用で後世を見据えた体制を築き、ノヴゴロドも商業・武力の面で力を増した。だが全ノヴゴロド市民は自害で動死体となり、部下を失い孤立したマルファは景勝と道を分かった。
秀次事件（ひでつぐじけん）
M.H.R.R.（羽柴）内の歴史再現。羽柴・藤吉郎の寵愛を得る秀次が、側室の駒姫ともども突如自害させられる事件。奥州勢で続いた自害もあり、幽霊化した小次郎に秀次襲名がなされた。
鳥取城の戦い（とっとりじょうのたたかい）
- 交戦戦力：六護式仏蘭西vsM.H.R.R.

羽柴軍に包囲された毛利軍の篭城戦。史実では毛利軍は全滅するが、六護式仏蘭西は自動人形により解釈で済ませた。さらに降伏の条件で人狼女王の二重襲名を認めさせ、彼女の極東側歴史再現の参戦権を得た。
手取川の戦い（てどりがわのたたかい）
- 交戦戦力：上越露西亜+武蔵+英国vsP.A.Oda

後半で「魚津城の戦い」に変更されるノヴゴロド攻略戦。いずれも信長暗殺と織田勢内乱を助長する歴史再現で、P.A.Odaへの抑止力とされた。だがP.A.Odaは、創世計画と本能寺の変に助勢となる解釈を入れるため、敢えて行った。
朝廷の東征（ちょうていのとうせい）
黎明の時代の争いのこと。歴史再現開始時、当時の争いを後付けで歴史再現に当てはめた。

### 武装
機動殻（きどうかく）
搭乗型のパワードスーツ。現代は、飛行機能も備えた高速機動重視の設計が主流。
奔獣（ほんじゅう）
丸々とした青い機動殻。所有者はアデーレ・バルフェット。速度も可動性も無いが、常軌を逸した耐久力を誇り、緊急脱出用の大跳躍も可能。戦時はペルソナ君で機動力を補った盾役が主。
不転百足（ふてんむかで）
百足を模す黒緑と朱色の機動殻。所有者は伊達・成実。百足の顎を模した剣を武器に、四肢の高速換装など成実の義肢を活かす機能を有す。
鬼武丸（おにたけまる）
OSとして源・頼朝を搭載している機動殻。所有者は島・左近。攻撃を面として展開できる。
駒王丸（こまおうまる）
OSとして源・義仲を搭載している機動殻。鬼武丸と違い、義仲本人の遺骨を部品として使っており、中に人が入る必要はない。
型の損傷が激しいために生前の記憶はないが、戦闘能力は受け継いでおり、口からビームを出せる。
“黒嬢”（シュバルツ・フローレン）
黒い強化機殻。使用者はマルゴット・ナイト。後に新型が開発され、アルマダの海戦の折に持ち替えた。機動力は向上し、また魔術式の準対艦砲により単独で武神を撃破せしめる。
“白嬢”（ヴァイス・フローレン）
白い強化機殻。使用者はマルガ・ナルゼ。旧型は三河争乱にて大破、アルマダの海戦から新型を用いる。空間描写による射線誘導が可能。また新型“黒嬢”との合体も可能だが、燃費が悪い。
立花・誾の武装一式
下記の他、戦闘も想定した大型義椀を常備している。
十字双剣（じゅうじそうけん）
2本の剣を繋いだコの字型の双剣。分解も可能。元々は四つ角十字の制御器も兼ねていた。
十字砲火（アルカブス・クルス）
十字架型の浮遊砲。普段は義椀の二律空間に収める。
四つ角十字（クアトロ・クロス）
大型の十字砲火。短期決戦用の最強武装。現在は誾の生来の腕を改造した義腕の二律空間に収めている。
カレー
神の国の食べ物。使用者はハッサン・フルブシ。武蔵の対艦兵器の1つ。神聖な力で霊を即成仏させる加賀百万Gの天敵。
千本薔薇十字（Wars of the roses）
1対の十字ハンドル型の武装。使用者はF・ウォルシンガム。単体でもブレードとして使えるが、計128枚に分解するナイフも搭載している。さらに鉄管4本を用いて十字槍、狙撃可能な十字砲にもできる汎用性の高い武装。
重力刀（じゅうりょくとう）
刀身の無い刀。使用者はウオルター・ローリー。起動すると重力帯による不可視の刃が伸びる。
“霧拓き”（きりひらき）
三河製の自動人形専用重力刀。使用者は“浅草”。自動人形の重力制御と併用し、より長大な刀身を形成する。“武蔵の武装禁止”に抵触しかねないため、身内相手の訓練などにしか使えない。
ヤタガラス
3丁の浮遊長銃。使用者は鈴木・孫一。それぞれは一つの自我で動く。連携により対艦用の巨大砲撃も撃てる。
天下険山（てんかけんざん）
約千本の大刀を収めた巨大コンテナ。使用者は北条・氏直。大刀は術式火薬の自動抜刀式で、射出により放たれ、重力制御によって振り斬る。
明星（みょうじょう）
約15mの大刀。天下険山の主力。
自動離脱具足（リアクティブアーマー）
危機的状況下では装甲の自動パージで所有者を退避させる鎧。
影虎（かげとら）
巨大な腕部の遺骸群。使用者はマルファ・ボレツカヤ。ノヴゴロド死守を望む歴代市長の護衛の腕で、保存の仕方で黄か黒に変色する。影虎はマルファによる俗称で、正式名称は「虎翼（こよく）」。

#### 体術
術式を用いない身体技能。ただし流体や武装による補正を含む場合もある。
西班牙方陣（テルシオ）
槍隊を銃隊で囲んだ密集陣形。現代のメジャー。鈍重だが防衛力に長ける。三隊以上、約千人での運用が一般的。
車輪陣（しゃりんじん）
円陣を回転させる高機動陣形。戦艦用。回転中に相手と向き合った艦のみが攻撃し、他は準備を行うローテーション形式。
忍術（にんじゅつ）
忍者が鍛錬で成す技能の総称。隠密行動や要人警護を範疇とし、一環として自然環境の熟知や活用も要す。
壁面走行
垂直の壁を助走無しで走る技術。熟練者は壁面での静止、胡座も可能。
八艘飛び（はっそうとび）
100mを超える跳躍術。使用者は義経。後に二代は、独学でこれに相似する跳躍術を編み出した。
土下座（どげざ）
相手の正面で為せばどんな陳情も通せる交渉術。極東の歴史再現が保証するもので、菓子折り付きだとなお有効。各国会計が様々なバリエーションを開発している。
トリプルアクセル土下座（トリプルアクセルどげざ）
跳躍中に横三回転してから行う土下座。シロジロが中等部のインターハイ以来使うことが無かったほどの大技。
真空土下座（しんくうどげざ）
真空発生術式で到達速度を上げた土下座。使用者はゲーリケ。
垂直土下座（すいちょくどげざ）
直立させた床や天井の面上で行う土下座。逃げ回る相手にも土下座を成立させるべく編み出された、前人未到の新技。
疾走の土下座
遠くから滑走してくる土下座。術式でドリフトなど車のような駆動が可能。
巨乳防御（きょにゅうぼうぎょ）
重厚な胸部体積を緩衝剤にした恒常性の防御技能。能力値が高い人狼女王の場合、半狼による王賜剣一型の袈裟切りにも耐えられる。
貧乳回避（ひんにゅうかいひ）
軽量な胸部体積を活用した恒常性の回避技能。相手の攻撃を避けやすいのは勿論、相手の固技が発動しにくいという利点がある。

#### 武神
武神（ぶしん）
人が同化し操る人型機械の総称。ほぼ重武神の同義語。軽、中、重の分類があり、後者ほど巨大で人型に近く、性能も優れる。

##### 四聖
四聖（しせい）
三征西班牙の歴史再現で造られた神格武装級の重武神。計4体。白虎は三征西班牙が接収したが、青龍は外国で発見、残りは行方不明となった。専用の術式OSを持ち、各々が山川道澤の何れかの術式を持つ。
地摺朱雀（じずりすざく）
- 能力：澤…空中の性質により無限に落下加速する平面空間「矛盾の湖沼」を作る

赤と黒の女性型。所有者は直政。失った多くの初期装備を通常武神の部品で補っており、元来の性能を失っている。直政の走狗が制御し、瀕死状態の直政の妹が、動作に要す部品として搭乗する。三河騒乱で猛鷲の翼、英国で戦艦砲を流用した狙撃銃を獲得、次第に武装を増やしていく。
道征白虎（みちゆきびゃっこ）
- 能力：道…どんな場所も足場として回避を行う「大道」を作る。

白い女性型。所有者は江良・房栄。左肩の超振動破砕砲「咆哮列化」は射程約5mだが、射程内では強大な威力を有す。
青竜（せいりゅう）
- 能力：川…千差万別の軌道を描く「落雷の水流」を降らせる

青い竜型。所有者は伊達・政宗と羽柴・秀次（伊達・小次郎）。伊達姉弟が持て余す龍神の力を動力源として解消すべく、共有設定で与えられた。だが秀次の死で暴走、毎夜毎に政宗の力を削って暴走するようになったが、成実達の尽力で政宗が制御出来るようになる。
日溜玄武（ひだまりげんぶ）
- 能力：山

黒い亀型の竜。所有者は蜂須賀・小六。防御障壁の応用「過多突け」を使用する。また、亀型に見えるのは外殻であり、内殻は細身の黒のドレスを纏った女性型である。

##### 里見製
“八房”（やつふさ）
総長専用の神格武装級武神。現所有者は里見・義康。高出力の駆動機「八玉駆動機」を持ち、世界的にトップクラスの性能を誇る。乗り手には八徳が求められ、また制御には村雨丸の連動を要する。
“八犬”（はっけん）
先代義頼が造った神格武装級の重武神。計8体。国土防衛を目的とし、“八房”の下に位置づけられる。「八犬」は操縦に要する八徳のいずれかと同名を冠する。
“義”（ぎ）
頭部のカラーリングは青。所有者は里見・義康。
“忠”（ちゅう）
頭部のカラーリングは緑。元所有者は里見・義頼。三方ヶ原の戦いにて安土に挑み大破。
“信”（しん）
頭部のカラーリングは不明。元所有者は先代里見・義頼。現所有者は正木・時茂。

##### その他の武神
猛鷲（エル・アゾゥル）
三征西班牙の量産型武神。十字架の意匠が特徴。飛行専用で足首が無い。武蔵を監視する艦には、3体が搭載されていた。
四脚の重武神
立花・道雪の専用機。文字通り4本足の特殊な武神。K.P.A.Italia所属。道雪の「御輿に乗り戦った」という逸話の歴史再現で造られた。
雷切（かみなりぎり）
武神用の太刀。所有者は立花・道雪。空間を雷に変換して叩き斬る。連発すると空間が変換に慣れて威力が落ち、慣れが消えるまで発動できなくなる。
パレ・カルディナル
六護式仏蘭西の旗武神。銀色の女性型。アンヌの専用機で、今はリュイヌが機体そのものとなって制御している。マクデブルグの略奪で投下された竜脈炉を安全圏まで運び、アンヌらとともに消滅。
左月（さげつ）
鬼庭・綱元の専用機。頭部に鬼角が特徴。伊達所属。
人間無骨（にんげんぶこつ）
森・長可の専用機。P.A.Oda所属。森が内部機構を代行し、骨格の無い筋繊維を活かした俊敏な格闘戦が可能。最大の特徴は、強い弾性と再生力による防御力。分離体12本も同装備だが、やや制御が甘い。

#### 神格武装
流体で固有機能を起こす武装の総称。武装の襲名をしていることが多い。
蜻蛉切（とんぼきり）
和槍型。現所有者は本多・二代。刃に映すものの名を介して対象を割断する。自我があり、意思を文字表記する。三河製で、悲嘆の怠惰の試作品。伸縮機能があり、後にバネ仕掛けに改造された。不確かな名称や対象が複数あると効果が減衰し、刃を障害物で覆われると発動しない。
- 通常駆動：対象は物体や術式に限定される。
- 上位駆動：方角などの事象も割断できる。

蜻蛉スペア（とんぼスペア）
蜻蛉切の模倣品。オリジナルに劣り、その機能は「割打」と表現される。マクデブルクの略奪で大破したオリジナルが、修復するまでの代用品とされた。
銀鎖（ぎんさ／アルジョント・シェイナ）
先端に爪形の宝石飾りがある鎖。所有者はネイト・ミトツダイラ。4本1組で自我を持ち自立もできるが、ネイトは自らの力を伝播する術式も用いる。処刑時に“聖なる小娘”を縛った鎖を、人狼女王の母らが回収・改造したもの。天使の聖別と不死系異族の特性を持ち、満月の光を受けると自己修復する。
王賜剣（エクスカリバー）
英国の本土防衛用術式剣。現在2本が存在する。かつて折れ、倫敦塔で地殻塊に刺さる形で安置されている。これを抜く者は王の資格者であり、いかなる罪も許される。
王賜剣一型（E.X.コールブランド）
王賜剣の本体。実体で双剣型。縦にくっつければ一本の大剣となる。所有者はメアリ。流体砲の機能も持つが、英国の流体でしか燃料を充填できない。犬っぽい性格。
王賜剣二型（E.X.カリバーン）
王賜剣の力だけを抜き出した術式の塊。光の大剣型。所有者はエリザベス。「対象を英国外へ斬り飛ばす」加護を持った衝撃波を放つが、連発できない。一型を抜くための鍵で、抜けた後は実体化してエリザベスの所持品となる。抜けた後は連射可能となった。
鞘
所有者が「流血しなくなる」効果を持つ。紛失している。英国の王、ひいては英国の不死を約束する武装とされる。
“英国認印”（シールオブクイーン）
槌型。所有者はニコラス・ベーコン。対象と対義する「英国の全て」を一瞬だけ展開する。地を打てば英国領土の全重量、空を英国の全大気を打込める。
村雨丸（むらさめまる）
剣砲型。武神用と個人用の一対。現所有者は里見・義康。大小双方が連動すれば“八房”を操れる。八徳を持つ者にしか抜けない。由来は、あまりの威力に大気が爆ぜ、水蒸気が集まり雨が降ることから。
銀十字（アルジェント・クロワ）
十字架型。所有者は人狼女王。内部に封じた打撃力を放つ。“聖なる小娘”を拘束した磔刑台を、人狼女王の母等が回収・改造したもの。
戦乙女の神鉄槌（ワルキューレ・マルトー）
銀十字の攻撃形態。クロスボウの機構で打撃力を放つショートレンジ砲。
瓶割（かめわり）
太刀型。所有者は柴田・勝家。刃に映した対象を割砕する。蜻蛉切の兄弟武器。圧縮燃料を専用に展開して放つため、タイムラグが大きい。
瓶貫（かめぬき）
長巻に似た槍型の準神格武装。現所有者は立花・宗茂。穂先を向けた対象に向けて進む自動突撃槍。武装程度の大きさしか起点にできない不良品。
一ノ谷（いちのたに）
長方形の刃をした和槍型。所有者は福島・正則。流体攻撃を取り込み保存する機能と、それを放出する機能を持つ防御用武装。
カレトヴルッフ
“レ”字型刃を持つ1対の槍。所有者は加藤・清正。王賜剣二型に酷似した大規模攻撃を放ち、また弱出力で石突きから放つ加速器の機能も持つ。
鬼切（おにきり）
日本刀型。所有者は最上・義光。斬った対象の記憶から「対象の支援者」を読み取り、不可避の切断を叩き込む。複数への同時攻撃が可能。威力は、媒体となる対象が支援者を意識する度合いに比例する。
金槌（かなづち）
大きな鉄槌型。所有者は柳生・宗距。空間を打撃して、範囲内にあるものを破裂させる。
本庄盾（ほんじょうたて）
盾を形成する神格術式。使用者は本庄・繁長。木製の盾で大砲の弾を防いだことに由来。同時に複数を形成可能で、シールドアタックなどの攻撃転用も想定している。

#### 大罪武装
大罪武装（たいざいぶそう/ロイズモイ・オプロ）
大罪を模した神格武装の総称。運用の自由度が高く、単体で都市を破壊できるため、各国が重要視する。小消費低出力の「通常駆動」と大消費大出力の「超過駆動」の、2つの機能を持つ。元信がホライゾンの感情で造り、各国に預けた。揃えた者は末世を左右するとされる。流体燃料がとてもよくかかる。
使用者の大罪に対する忌避の感情トリガーに流体燃料を消費し、発動する武装であり、『説教武装』とも取れるが、これは松平・元信が末世を発動させている人格を持った運命を消すために作った武装。しかし、運命自体は大罪を忌避しているためそのまま使っても同意されるだけで効かないと言うことが判明した。
ホライゾンの感情で出来ているが二種類あり、一つはホライゾンが持っているもの。もう一つは馬車に轢かれるまでの幼少期のホライゾンの記憶を反芻し、客観的に抽出した安定している方である。後者の方は織田・信長が仕様。
悲嘆の怠惰（リピ・カタスリプシ）
- モチーフ：悲嘆（怠惰の原型の片割）
- 通常駆動：刃に映す名を介した対象の割断
- 超過駆動：約3キロに渡る「掻き毟り」の砲撃

剣砲型。所有者は立花・宗茂。元々は三征西班牙に預けられていたが、極東に回収された。通称「宗茂砲」。不発が多く、戦力のインフレに悩まされ気味。
淫蕩の御身（ステイソス・ポルネイア）
- モチーフ：淫蕩
- 通常駆動：触れた個人の攻撃を無力化、武器を解体する
- 超過駆動：半径約3キロで認識した敵軍の攻撃を無力化、武装を解体する

戦槌型。所有者はインノケンティウス。K.P.A.Italiaに預けられている。
嫌気の怠惰（アーケディア・カタスリプシ）
- モチーフ：嫌気（怠惰の原型の片割）
- 通常駆動：不明
- 超過駆動：敵が「自分の欠点」と思う部位を“嫌気”の力で束縛する

“悲嘆の怠惰”に酷似した長剣型。所有者はフアナ。三征西班牙に預けられている。
拒絶の強欲（アスピザ・フィラルジア）
- モチーフ：強欲
- 通常駆動：防御力の発生
- 超過駆動：所有者が得た「痛み」を流体に変換する

盾型。所有者はトマス・シェイクスピア。元々は英国に預けられていたが、極東に回収された。
傲慢の光臨（フォス・ハイペリファニア）
- モチーフ：傲慢（「驕り」から二分した片方）
- 通常駆動：不明
- 超過駆動：所有者が誇りを保つ限り、当人の力を無敵にする

打撃棍型。所有者はルイ・エクシブ。元々は六護式仏蘭西に預けられていたが、極東に回収された。「驕り」を分化したモチーフのため、効果は個人限定で出力は低く造られている。
虚栄の降臨（フォス・ケノドクシア）
- モチーフ：虚栄（傲慢から二分した片方）
- 通常駆動：不明
- 超過駆動：所有者が虚栄を保つ限り、護衛の力を無敵にする

刀型。所有者は毛利・輝元。元々は六護式仏蘭西に預けられていたが、極東に回収された。「驕り」を分化したモチーフのため、効果は個人限定で出力は低く造られている。
飽食の一撃（フィオゴス・ガストリマルジア）
- モチーフ：暴食
- 通常駆動：不明
- 超過駆動：砲弾が弾けた周囲にいる敵の武装を、出力過剰にして自爆させる

石弓型。所有者はマティアス。元々はM.H.R.R.に預けられていたが、極東に回収された。
憤怒の閃撃（マスカ・オルジィ）
- モチーフ：憤怒
- 通常駆動：不明
- 超過駆動：所有者の怒りで強化する矢状の打撃を、視認した対象の胸部へ与える

弓型。所有者はマルファ・ボレツカヤ。元々は上越露西亜に預けられていたが、極東が回収した。
焦がれの全域（オロス・フトノース）
- モチーフ：嫉妬
- 機能：他の大罪武装の出力を操り、使いこなす

OS「大罪武装統括OS:Phtonos-01s」。所有者はホライゾン・アリアダスト。最大の悪徳とされ、三河消滅まで隠されていた。

#### 聖譜顕装
聖譜顕装（せいふけんそう/テスタメンタ・アルマ）
聖譜の力を転用した神格武装の総称。旧代と新代に対応し、7組14個が存在する。運用は戒律に縛られ、出力源である聖譜の保有国領土内でしか使えない。正確な出自が不明で、30年前に各国総長がどこからともなく持ち込んだ。欧州7大大国が所有している。
身堅き節制（クルース・テンペランティア）
- 枢要徳：第七聖譜「節制」
- 旧代：効果範囲にいる敵の時間を倍に引き延ばす
- 新代：敵が発動した能力を使用回数分だけ分割減する

三征西班牙が持つ。いずれも大剣型。旧代は弘中・隆包、新代はディエゴ・ベラスケスが所有。
巨きなる正義（ブラキウム・ジャスティア）
- 枢要徳：第五聖譜「正義」
- 旧代（左腕用）：効果範囲にある武装を使用者ごと遠隔操作する
- 旧代（右腕用）：英国の正義を乱す行動を失敗させる。穴をついても順次適応していく

英国が持つ。大きな篭手型。旧代の左腕用はロバート・ダッドリー、右腕用はフランシス・ドレイクが所有。
聖骸の賢明（コルプス・プルデンティア）
- 枢要徳：第四聖譜「賢明」
- 旧代：光に対し光量に比例した破壊力を与える
- 新代：敵は行動時に宣言を要し、無理が出来なくなる

六護式仏蘭西が持つ。いずれも円盤に似た翼型。旧代はルイ・エクシブ、新代は毛利・輝元が所有。
意欲の慈愛（アニムス・カリタス）
- 枢要徳：第三聖譜「慈愛」
- 旧代：味方の傷と疲労の全回復。1人には一日一回のみ、出血などの消費は適用外
- 新代：敵の戦闘行動を躊躇わせ一瞬停止させる

M.H.R.R.が持つ。いずれも盾型。旧代は巴御前、新代は柴田・勝家が所有。
天渡の信仰（カプトファイデス）
- 枢要徳：第一聖譜「信仰」
- 旧代：使用者が信心を持つ限り、負傷を瞬時修復する不死の体となる。

K.P.A.Italiaが持つ。輪型。旧代の正規所有者はオリンピアだが、今は御市に貸し出されている。
聖骸の勇気（クルース・フォーティチュード）
- 枢要徳：第六聖譜「勇気」
- 旧代：所有者が勇気を示す限り、麾下の者は勇気ある行動に、日に1回だけ無限の防御力を得る

P.A.Odaが持つ。鎧の一部を先端に掲げた鉄棒型。
希望の聖譜顕装
- 枢要徳：第二聖譜「希望」

上越露西亜が持つ。

#### 術式
流体を加工し奇跡を起こす技術の総称。様々な体系がある。
加護（かご）
具体的な効果のこと。神との契約や天性の附随など、術式無しで加護のみを持つ者もいる。
ATELL（エーテル）
流体の最小単位。
拝気（はいき）
術式に使う流体の単位。1拝気は人が一時間存在するのに使う流体消費量（3600ATELL）と同量。
内燃拝気（ないねんはいき）
個人の体内に溜めた排気。1拝気に数時間の労力を要す。瞑想などで溜まる。
内燃総拝気量（ないねんそうはいきりょう）
内燃拝気の許容量。年齢に比例する傾向があるが、才能や修行が作用し、個人差がある。十代後半で内燃総排気量36は多め、40 - 50は極めて膨大な許容量にあたる。
外燃拝気（がいねんはいき）
貯蔵層に蓄積した排気。内燃拝気を体外へ抽出したもの。教譜内の共有財産で売買も可能。術式使用時はこちらを用いる場合が多い。
二律空間（にりつくうかん）
人や物に設定された異空間。主に武装の出し入れに用いられる。
通神（つうしん）
通信技術の総称。中継経路を「通神帯（ネット）」という。出力媒体に「神肖筐体（モニタ）」「神啓筐体（レディオ）」などがある。
表示枠（ひょうじわく）
空間に映るウィンドウ。映像・通信のほか、術式使用時にも出る。
実況通神システム（チャットシステム）
表示枠による文章会議システム。容量軽減のため専用の名前を使う。情報量が少なく、広域通信や資料転送もできるので、勢力を問わず多用される。
走狗（マウス）
主の術式を補佐する霊獣型デバイス。走狗は神道仕様で、Tsirhc系は「走徒」、ムラサイは「精徒（ジン）」という。
創作術式（そうさくじゅつしき）
奏者側が制作する術式。既存術式をアレンジする。違法な機能を防止するため、調整や登録を担当する神社関係者を要す。

##### 神道術式
神奏術（しんそうじゅつ）
神道教譜の術式。神社を介し神と契約して得る。効果は契約した神の権能に準じるが、仲介手数料を払えば他の神のものも使える。シンボルは鳥居。概要は上記を参照。
禊ぎ（みそぎ）
使用者の阻害要素を除外する効果。主に神奏術は禊ぎで加護を成すため、使用者以外を対象とする術式には不向き。
奉納（ほうのう）
神の喜ぶものや内燃拝気を納めること。「献納（けんのう）」とも。
代演（だいえん）
神が喜ぶものを拝気の代用品にできる制度。

###### 神奏術
登場した神奏術のうち銘があるものを示す。銘が無いものは各登場人物の項を参照。
翔翼（しょうよく）
動く限り加速し続ける神奏術。使用者は本多・二代。移動を妨げる要素を禊ぐため、最終的には体重や疲労も無効化できる。反面、最高速度まで時間がかかり、「武装」と「動作で生じる風」の代演を要す。
葵・喜美の術式一式
高嶺舞（たかねまい）
干渉を無効化する神奏術。舞などの「芸能行為」を代演する限り、使用者が認めた相手しか干渉できない。干渉が代演の価値を上回れば無効化出来るが、逆に下回れば弾かれる。
転機編（てんきあめ）
舞台演出を行う神奏術。登録した楽曲や照明効果を最適に提供する。負担や消費が非常に少なく、高嶺舞などの基礎として併用する。
ノリキの術式一式
打撃力の低さを克服するための3つの術式。認知さえ出来れば、物質・術式に限らず殴ることが可能なため、対象を正確に認知するためか、殴る前に「三発殴って-」の口上を唱える。順番に打撃を奉納する必要があるが、奉納の時間が開いてもその効果は持続しているようである。
弥生月（やよいづき）
一度目の打撃。あらゆる防護を無視させるための奉納。
如月（きさらぎ）
二度目の打撃。あらゆるものに打撃力を通じさせるための奉納。
睦月（むつき）
術式強化された三度目の打撃。「弥生月」と「如月」の奉納により加護を得た打撃を対象に打ち込む。
霜月（しもつき）
対北条・氏直用のノリキの新たな創作術式。
諏訪系限定で、相手の攻撃に対してカウンターを当てると、お互いのダメージを衝撃として通す。
幾重言葉（いくえことば）
奉納した文章の内容を現実化する神奏術。使用者はトゥーサン・ネシンバラ。可用性は高いが、奉納文は神が喜ぶレベルの小説形式の文章でなければならない。ネシンバラは準上位契約のため、書き溜めた文章を使用できる。
駆爪（かけづめ）
足場を禊いで確実に反発力を得る創作術式。使用者は立花・宗茂。建築用術式を参考にしたもので、空気中の塵も足場にできる。踏み込み時の加速を好む宗茂が、対外的効果に向かない神奏術で為すべく作った。
駆詞（かけことば）
補足した相手に近づいていく術式。使用者は立花・誾。瓶貫のシステムを模倣したものだが、加速度は使用者の速度の累積となる。瓶貫のスペアで作られ、また駆爪を使う宗茂と平行するために用いられている。
ボケ術式（ボケじゅつしき）
安全にボケる神奏術。使用者は葵・トーリ。使用者への攻撃を「ツッコミ」とし、結果を「観客にウケるリアクション」に矯正する。具体的には、強力な攻撃で吹っ飛んでも無傷だったり、弾幕が当たらなかったりする。
ゴッドモザイク
モザイクを発生させる神奏術。使用者は葵トーリ。アマテラス系の光学系術式に分類される。符式で自動展開も可能、他にもバリエーションがあるらしい。

##### Tsirhc術式
聖術（せいじゅつ/テスタメントサイン）
Tsirhc教譜の術式。旧派式一般聖術とほぼ同義。概要は上記を参照。
旧派式一般聖術（クラシカルフィルマ）
旧派の術式。術式契約書を消費して発動する。効果は術式契約書が示す聖人の性質に由来する。
改派式一般聖術（モダンクンスト）
効果そのものは旧派式一般聖術とほぼ同じ。
術式契約書（じゅつしきけいやくしょ）
聖堂などで奉納するともらえる。消耗品だが効果は強く、拝気を消費しない。

###### 聖術
登場した聖術のうち銘があるものを示す。銘が無いものは各登場人物の項を参照。
“宮内大臣一座”（ロード・チェンバレンズ・メン）
演劇脚本の内容を現実化する聖術。使用者はトマス・シェイクスピア。効果範囲の人物に「配役」し、範囲外に出ても脚本通りの行動を強制できる。莫大な拝気を要し、シェイクスピアは“拒絶の強欲”の超過駆動で補っていた。
第二悲劇（マクベス）
「マクベス役」とした相手に、当人の王（上役）を害する行為を強制する。
第四悲劇（リア王）
双剣を持つ巨大な「リア王」を形成し操る。
喜劇“空騒ぎ”
複数人を取り込む結界を作る。対象以外は「観客」として思考が矯正される。結界は「エントランス」と複数の「劇場」から成る重層構造。
“分け与え”の術式（わけあたえのじゅつしき）
自分の体重を対象に分ける聖術。使用者はウィリアム・セシル。対象は目視したもの、加重する部位は対象の天に向いた面に限定される。
“打ち払い”の術式（うちはらいのじゅつしき）
平手打ちしたものを外側に弾く聖術。使用者はロバート・ダッドリー。投獄時のダッドリーの自傷に惹かれた牢獄の精霊による能力で、正確には精霊術に分類される。
踊り成仏（ダンスレボリューション）
自動化した体が相手と自爆する聖術。使用者はクリストファー・ハットン。

##### ムラサイ術式
預術（インファングナーア）
ムラサイ教譜の術式。精徒を自身や武装に憑依させ恩恵を得るものが多い。概要は上記を参照。

###### 預術
登場した預術のうち銘があるものを示す。主に五大頂が使用する。銘が無いものは各登場人物の項を参照。
“癒使”（イスラフィル）
五大頂4番の専用武装。治癒の力を得る。前田・利家と佐々・成政は、それぞれ異なる運用で別の術式に昇華している。
加賀百万G（カガ・ミリオネンガイスト）
死霊の白骨戦士団を指揮する霊魂展開術。使用者は前田・利家。現金で召喚され、砕くと合体し強化する。まつが本体で、常時展開で維持費が高い。またの名を「前田・利家のイタい名前の亡霊戦士団」。カレーに弱いが克服した。
百合花（ゆりはな）
治癒力による身体強化の術式。使用者は佐々・成政。全身の紋章を介して発動し、発動する部位は常軌を逸した身体強化を得る。
“蒼雷囲い”（そうらいがこい）
継続して落雷を起こす創作術式。使用者は丹羽・長秀。雷獣憑依時に発動できる。「都市制圧用舞踏」とされ、範囲がとても広い。
“二枚目”（にまいめ）
雷の速度で行う格闘術。ある程度“蒼雷囲い”を演じた後、術符を消費して発動する。

##### その他の術式
魔術（テクノ・マギ）
欧州の民間術式。Tsirhc教譜の迫害で姿を隠した。自然や流体を数学的に捉え、加減算的に変質させる術式を主とする。
白魔術（しろまじゅつ）
生成と回復を司る。加熱や強化など加算的な術式が主体。
黒魔術（くろまじゅつ）
消滅・減衰を司る。冷却や阻害要素の弱体化など、減算的な術式が主体。
強化機殻（フェアシュテルケンシャーレ）
魔術を使うための媒体。
貨幣弾（かへいだん）
硬貨を弾丸化する白黒共通の魔術。威力は弾丸化した硬貨の総額に比例する。
異端の術式（いたんのじゅつしき）
歴史再現により「異端」とされる術式。宗教が常識の年代を歴史再現する現代では、科学を再現した術式などが分類される。
天動説（ジオヘントリズム）
自分中心で対象を公転運動する異端の術式。使用者はガリレオ。移動速度は天体の公転速度と同じで、見切ることは事実上不可能。
地動説（ヘリオヘントリズム）
相手中心で自分が公転運動する異端の術式。使用者はガリレオ。回転角度は使用者が自由に設定でき、これは天動説も同様。
精霊術（せいれいじゅつ）
精霊と交渉して力を借りる術式。
逆落とし（さかおとし）
落下するように加速する術式。使用者は福島・正則。慣性を模倣するため初速は遅く、だが加速時の制御がしやすい。
愛の体罰（あいのたいばつ）
受けた打撃力を動力に変換する術式。使用者は直江・兼続。変換した動力で放つ術式弾はハート形。砲撃されて爆散する時もハート形。
三千世界（さんぜんせかい）
百枚30組の表示枠からなる戦術計測術式。使用者は竹中・半兵衛。
百紋検地（ひゃくもんけんち）
音声中心の高感度検査術式。使用者は片桐・且元。ステルス航行や策敵に有効的。水を用いた立体物の構成も可能。

## 既刊一覧

### 本編
- 川上稔（著）・さとやす（イラスト）、アスキー・メディアワークス→KADOKAWA〈電撃文庫〉、全29巻

| タイトル | タイトル                                     | 初版発行日（発売日）   | ISBN              | ページ数 |
| -------- | -------------------------------------------- | ---------------------- | ----------------- | -------- |
| 1        | GENESISシリーズ 境界線上のホライゾンI<上>    | 2008年9月10日（同日）  | 978-4-04-867218-4 | 543P     |
| 2        | GENESISシリーズ 境界線上のホライゾンI<下>    | 2008年10月10日（同日） | 978-4-04-867270-2 | 771P     |
| 3        | GENESISシリーズ 境界線上のホライゾンII<上>   | 2009年6月10日（同日）  | 978-4-04-867848-3 | 905P     |
| 4        | GENESISシリーズ 境界線上のホライゾンII<下>   | 2009年7月10日（同日）  | 978-4-04-867901-5 | 1153P    |
| 5        | GENESISシリーズ 境界線上のホライゾンIII<上>  | 2010年6月10日（同日）  | 978-4-04-868600-6 | 737P     |
| 6        | GENESISシリーズ 境界線上のホライゾンIII<中>  | 2010年7月10日（同日）  | 978-4-04-868647-1 | 833P     |
| 7        | GENESISシリーズ 境界線上のホライゾンIII<下>  | 2010年9月10日（同日）  | 978-4-04-868735-5 | 897P     |
| 8        | GENESISシリーズ 境界線上のホライゾンIV<上>   | 2011年9月10日（同日）  | 978-4-04-870805-0 | 673P     |
| 9        | GENESISシリーズ 境界線上のホライゾンIV<中>   | 2011年10月10日（同日） | 978-4-04-870806-7 | 737P     |
| 10       | GENESISシリーズ 境界線上のホライゾンIV<下>   | 2011年12月10日（同日） | 978-4-04-870807-4 | 993P     |
| 11       | GENESISシリーズ 境界線上のホライゾンV<上>    | 2012年8月10日（同日）  | 978-4-04-886854-9 | 712P     |
| 12       | GENESISシリーズ 境界線上のホライゾンV<下>    | 2012年10月10日（同日） | 978-4-04-886855-6 | 1000P    |
| 13       | GENESISシリーズ 境界線上のホライゾンVI<上>   | 2013年5月10日（同日）  | 978-4-04-891623-3 | 711P     |
| 14       | GENESISシリーズ 境界線上のホライゾンVI<中>   | 2013年7月10日（同日）  | 978-4-04-891820-6 | 840P     |
| 15       | GENESISシリーズ 境界線上のホライゾンVI<下>   | 2013年9月10日（同日）  | 978-4-04-891624-0 | 1057P    |
| 16       | GENESISシリーズ 境界線上のホライゾンVII<上>  | 2014年2月8日（同日）   | 978-4-04-866311-3 | 799P     |
| 17       | GENESISシリーズ 境界線上のホライゾンVII<中>  | 2014年4月10日（同日）  | 978-4-04-866475-2 | 824P     |
| 18       | GENESISシリーズ 境界線上のホライゾンVII<下>  | 2014年6月10日（同日）  | 978-4-04-866564-3 | 1016P    |
| 19       | GENESISシリーズ 境界線上のホライゾンVIII<上> | 2015年2月10日（同日）  | 978-4-04-869255-7 | 737P     |
| 20       | GENESISシリーズ 境界線上のホライゾンVIII<中> | 2015年4月10日（同日）  | 978-4-04-865071-7 | 817P     |
| 21       | GENESISシリーズ 境界線上のホライゾンVIII<下> | 2015年6月10日（同日）  | 978-4-04-869263-2 | 993P     |
| 22       | GENESISシリーズ 境界線上のホライゾンIX<上>   | 2016年4月9日（同日）   | 978-4-04-865886-7 | 801P     |
| 23       | GENESISシリーズ 境界線上のホライゾンIX<下>   | 2016年6月10日（同日）  | 978-4-04-892120-6 | 993P     |
| 24       | GENESISシリーズ 境界線上のホライゾンX<上>    | 2017年10月7日（同日）  | 978-4-04-893403-9 | 792P     |
| 25       | GENESISシリーズ 境界線上のホライゾンX<中>    | 2017年12月9日（同日）  | 978-4-04-893520-3 | 913P     |
| 26       | GENESISシリーズ 境界線上のホライゾンX<下>    | 2018年3月10日（同日）  | 978-4-04-893683-5 | 1055P    |
| 27       | GENESISシリーズ 境界線上のホライゾンXI<上>   | 2018年7月10日（同日）  | 978-4-04-893874-7 | 888P     |
| 28       | GENESISシリーズ 境界線上のホライゾンXI<中>   | 2018年9月7日（同日）   | 978-4-04-893969-0 | 968P     |
| 29       | GENESISシリーズ 境界線上のホライゾンXI<下>   | 2018年12月7日（同日）  | 978-4-04-912210-7 | 1160P    |

### サイドストーリー
- 川上稔（著）・さとやす（イラスト）、KADOKAWA〈電撃文庫〉、全3巻

| タイトル | タイトル                                                  | 初版発行日（発売日）   | ISBN              | ページ数 |
| -------- | --------------------------------------------------------- | ---------------------- | ----------------- | -------- |
| 1        | GENSISシリーズ 境界線上のホライゾン ガールズトーク 狼と魂 | 2014年11月8日（同日）  | 978-4-04-869039-3 | 369P     |
| 2        | GENSISシリーズ 境界線上のホライゾン ガールズトーク 祭と夢 | 2015年11月10日（同日） | 978-4-04-865545-3 | 488P     |
| 3        | GENSISシリーズ 境界線上のホライゾン ガールズトーク 縁と花 | 2017年7月7日（同日）   | 978-4-04-893237-0 | 392P     |

### NEXT BOX
『GTA … 』の7巻は「Born Digital」として電子書籍のみで刊行。『GTA狼と魂』『GTA祭と夢』『GTA縁と花』は上記の『ガールズトーク』3巻を、『GTAきみとあさまでI - IV』はアニメBlu-ray Disc特典小説を、それぞれアイコントーク形式に改稿したものである。
- 川上稔（著）・さとやす（イラスト）、KADOKAWA〈電撃の新文芸〉、既刊12巻（2024年10月17日現在）

| タイトル | タイトル                                                           | 初版発行日（発売日）   | ISBN              | ページ数 |
| -------- | ------------------------------------------------------------------ | ---------------------- | ----------------- | -------- |
| 1        | GENSISシリーズ 境界線上のホライゾン NEXT BOX 序章編                | 2020年2月17日（同日）  | 978-4-04-913003-4 | 536P     |
| 2        | GENSISシリーズ 境界線上のホライゾン NEXT BOX HDDD英国編〈上〉      | 2020年12月17日（同日） | 978-4-04-912743-0 | 488P     |
| 3        | GENSISシリーズ 境界線上のホライゾン NEXT BOX HDDD英国編〈中〉      | 2021年2月17日（同日）  | 978-4-04-913004-1 | 488P     |
| 4        | GENSISシリーズ 境界線上のホライゾン NEXT BOX HDDD英国編〈下〉      | 2021年3月17日（同日）  | 978-4-04-912744-7 | 472P     |
| 5        | GENSISシリーズ 境界線上のホライゾン NEXT BOX GTA狼と魂             | 2021年12月10日（同日） | [ 注 3 ]          | [ 注 4 ] |
| 6        | GENSISシリーズ 境界線上のホライゾン NEXT BOX GTA祭と夢             | 2021年12月10日（同日） | [ 注 3 ]          | [ 注 4 ] |
| 7        | GENSISシリーズ 境界線上のホライゾン NEXT BOX GTA縁と花             | 2021年12月10日（同日） | [ 注 3 ]          | [ 注 4 ] |
| 8        | GENSISシリーズ 境界線上のホライゾン NEXT BOX GTA喧嘩と花火         | 2021年12月17日（同日） | 978-4-04-914052-1 | 552P     |
| 9        | GENESISシリーズ 境界線上のホライゾン NEXT BOX GTAきみとあさまでI   | 2024年10月17日（同日） | [ 注 3 ]          | [ 注 4 ] |
| 10       | GENESISシリーズ 境界線上のホライゾン NEXT BOX GTAきみとあさまでII  | 2024年10月17日（同日） | [ 注 3 ]          | [ 注 4 ] |
| 11       | GENESISシリーズ 境界線上のホライゾン NEXT BOX GTAきみとあさまでIII | 2024年10月17日（同日） | [ 注 3 ]          | [ 注 4 ] |
| 12       | GENESISシリーズ 境界線上のホライゾン NEXT BOX GTAきみとあさまでIV  | 2024年10月17日（同日） | [ 注 3 ]          | [ 注 4 ] |

## 漫画
以下の2作品が連載されていた。
境界線上のホライゾン
月刊コミック電撃大王2011年10月号より2015年3月号まで連載。作画は武中英雄。原作小説本編I<下>巻までのコミカライズ。
単行本
| タイトル | タイトル                | 初版発行日（発売日）   | ISBN              |
| -------- | ----------------------- | ---------------------- | ----------------- |
| 1        | 境界線上のホライゾンI   | 2012年3月27日（同日）  | 978-4-04-886493-0 |
| 2        | 境界線上のホライゾンII  | 2012年9月27日（同日）  | 978-4-04-891019-4 |
| 3        | 境界線上のホライゾンIII | 2013年5月27日（同日）  | 978-4-04-891686-8 |
| 4        | 境界線上のホライゾンIV  | 2013年12月21日（同日） | 978-4-04-866154-6 |
| 5        | 境界線上のホライゾンV   | 2014年8月27日（同日）  | 978-4-04-866842-2 |
| 6        | 境界線上のホライゾンVI  | 2015年5月27日（同日）  | 978-4-04-865169-1 |

境界線上のホラ子さん
月刊コミック電撃大王（2011年12月号から2012年11月号まで）や電撃G's magazine（2012年1月号から同年11月号まで）などで連載されていた。作画は羽仁倉雲。こちらは原作やアニメを題材とした4コマ漫画となっている。

原作サイドから与えられた「原作ファンやアニメだけを見ている人でも楽しめる作品」という要望に基づき、主にキャラクターの紹介を兼ねたストーリーに仕上げられた。
単行本
『境界線上のホラ子さん』、2012年10月27日発売、ISBN 978-4-04-891110-8

## テレビアニメ
2011年10月より第1期として小説本編I<下>巻までの内容が製作、毎日放送ほかにて放送された。サンライズがライトノベル原作のアニメを手がけるのはこの作品が初めてとなる。
第2期は『境界線上のホライゾンII』のタイトルで小説本編II<下>巻までの内容が製作、2012年7月から9月まで毎日放送ほかにて放送された。

### スタッフ
- 原作 - 川上稔[66]
- キャラクターデザイン原案 - さとやす[66]
- 監督 - 小野学[66]
- シリーズ構成 - 浦畑達彦[66]
- キャラクターデザイン - 藤井智之[12]、西澤真也[12]、愛敬由紀子[12]、鈴木勘太[12]
- アニメーションディレクター - 藤井智之[67]
- メカデザイン - 大河広行[12]、沙倉拓実[12]、川原智弘[12]
- セットデザイン - 青木智由紀[12]、森岡賢一[12]、イノセユキエ[12]、宮本崇（第2期）
- プロップデザイン - 木村智[12]
- 助監督 - 田辺泰裕[67]
- 特技監督 - 川原智弘[12]
- 美術監督 - 永井一男[12]
- CGプロデューサー - 松浦裕暁[12]
- 色彩設計 - 横山さよ子[12]
- 撮影監督 - 北岡正[12]
- 編集 - 今井大介[12]
- 音響監督 - 鶴岡陽太[12]
- 音楽 - 加藤達也[12]
- 音楽プロデューサー - 伊藤善之[67]、斎藤滋[67]
- プロデューサー - 平山理志[67]、槙本裕紀[67]
- 製作協力 - 毎日放送[注 6]
- アニメーション制作 - サンライズ[66]
- 製作 - 境界線上のホライゾン製作委員会[66]（サンライズ、バンダイビジュアル、アスキー・メディアワークス、ランティス、ソニーPCL）

### 主題歌
第1期
オープニングテーマ
「TERMINATED」（第1話 - 第4話、第6話 - 第12話、XXI）
作詞 - 畑亜貴 / 作曲・編曲 - 菊田大介 / 歌 - 茅原実里
※第13話では挿入歌として使用。
エンディングテーマ
-Side Ariadust-「Pieces」（第1話 - 第3話、第7話 - 第10話、第12話 - 第13話）
作詞・歌 - AiRI / 作曲・編曲 - 宮崎京一
-Side Horizon-「Stardust Melodia」（第4話 - 第6話、第11話）
作詞・歌 - Ceui / 作曲 - 小高光太郎、Ceui / 編曲 - 小高光太郎
挿入歌
「通し道歌」（第13話）
歌 - 茅原実里
「星祭り」（第13話）
歌 - 葵・喜美（斎藤千和）
第2期
オープニングテーマ
「ZONE//ALONE」
作詞 - 畑亜貴 / 作曲・編曲 - 菊田大介 / 歌 - 茅原実里
エンディングテーマ
-Side SunSet-「悲しみは誰の願いでもない」（第1話、第4話 - 第5話、第9話、第12話）
作詞 - 畑亜貴 / 作曲 - 原田篤、fandelmale（Arte Refact） / 編曲 - 矢鴇つかさ（Arte Refact） / 歌 - 結城アイラ
-Side SunRise-「ソラノウタ」（第2話 - 第3話、第6話 - 第8話、第10話 - 第11話、第13話）
歌・作詞・作曲 - 奥井雅美 / 編曲 - 東タカゴー

### 評価
BD第1期第1巻（初回限定版）の初週売上は16,349枚、BD第2期第1巻（同）の初週売上は17,825枚をそれぞれ記録している。
「読者が選ぶ2012年好きキャラ大賞」では葵・トーリが2部門でトップ10入り（「明るかったで賞」6位、「マヌケだったで賞」3位）、「暗かったで賞」でホライゾン・アリアダストが6位をそれぞれ獲得している。

### 各話リスト
| 話数                | サブタイトル               | 脚本            | 絵コンテ | 演出                              | 作画監督                                                                                    |       |       |
| 第1期               | 第1期                      | 第1期           | 第1期    | 第1期                             | 第1期                                                                                       | 第1期 | 第1期 |
| ------------------- | -------------------------- | --------------- | -------- | --------------------------------- | ------------------------------------------------------------------------------------------- | ----- | ----- |
| 第1話               | 境界線前の整列者達         | 浦畑達彦        | 小野学   | イシグロキョウヘイ                | 藤井智之（キャラクター） 川原智弘（メカ）                                                   |       |       |
| 第2話               | 食事場の清純者             | 浦畑達彦        | 田辺泰裕 | 田辺泰裕                          | 西澤真也                                                                                    |       |       |
| 第3話               | 町中の遊撃手               | 浦畑達彦        | 渡邊哲哉 | 渡邊哲哉 井端義秀                 | 愛敬由紀子                                                                                  |       |       |
| 第4話               | 夜天下の暗躍者             | 浦畑達彦        | 田中孝行 | 高橋健司                          | 鈴木勘太                                                                                    |       |       |
| 第5話               | 月下の卒業者               | 砂山蔵澄        | 稲井仁   | 安藤正臣                          | 木村智（キャラクター） 大塚健（メカ）                                                       |       |       |
| 第6話               | 告白場の代弁手             | 砂山蔵澄        | 今泉賢一 | 三好正人                          | 小倉典子 しんぼたくろう                                                                     |       |       |
| 第7話               | 武蔵の騎士                 | 水上清資        | 京極尚彦 | 北條史也                          | 江上夏樹（キャラクター） 川原智弘（メカ） 市川敬三（アクション）                            |       |       |
| 第8話               | 全域の支持者               | 浦畑達彦        | 今泉賢一 | 松本剛                            | 尾崎正幸、豊田暁子                                                                          |       |       |
| 第9話               | 高嶺の花                   | 冨田頼子        | 田辺泰裕 | 江島泰男                          | 齋藤雅和、大杉尚広                                                                          |       |       |
| 第10話              | スタートラインのラッパ吹き | 冨田頼子        | 渡邊哲哉 | 渡邊哲哉 井端義秀                 | 鈴木勘太                                                                                    |       |       |
| 第11話              | 武蔵の不可能男             | 砂山蔵澄        | 宅野誠起 | 宅野誠起                          | 西澤真也（キャラクター） 尾崎正幸（キャラクター） 大塚健（メカ）                            |       |       |
| 第12話              | 平行線上への相対者         | 砂山蔵澄        | 今泉賢一 | 青井小夜                          | 小倉典子 しんぼたくろう 島袋智和                                                            |       |       |
| 第13話              | 境界線上の整列者達         | 浦畑達彦        | 渡邊哲哉 | 曽我準 安藤正臣                   | 江上夏樹（キャラクター） 木村智（キャラクター） 川原智弘（メカ）                            |       |       |
| 第2期               |                            |                 |          |                                   |                                                                                             |       |       |
| 第1話               | 朱の場の部員達             | 浦畑達彦        | 小野学   | 高橋健司                          | 鈴木勘太                                                                                    |       |       |
| 第2話               | 舞台上の宣告者             | 冨田頼子        | 渡邊哲哉 | 大嶋博之 井端義秀                 | 西澤真也（キャラクター） 尾崎正幸（キャラクター） 川原智弘（メカ）                          |       |       |
| 第3話               | 土上の下り者               | 砂山蔵澄        | 今泉賢一 | 宅野誠起 臼井文明                 | 江上夏樹 島袋智和 しんぼたくろう                                                            |       |       |
| 第4話               | 劇場の支配者               | 砂山蔵澄        | 今泉賢一 | 鳥羽聡                            | 高部光章 牛尾優衣 飯田恵理子                                                                |       |       |
| 第5話               | 猟場の人道主義者           | 浦畑達彦        | 田辺泰裕 | 安藤正臣                          | 木村智（キャラクター） 大塚健（メカ）                                                       |       |       |
| 第6話               | 広場の男女                 | 冨田頼子        | 宅野誠起 | 宅野誠起 臼井文明                 | 吉田雄一 寺尾憲治 鈴木勘太（アクション）                                                    |       |       |
| 第7話               | 広間の語り部               | 冨田頼子        | 今泉賢一 | 三好正人                          | 小倉典子 山下英美 豊田暁子                                                                  |       |       |
| 第8話               | 高所の決定者               | 砂山蔵澄        | 今泉賢一 | 北條史也                          | 江上夏樹 尾崎正幸                                                                           |       |       |
| 第9話               | 夜空の別離者               | 砂山蔵澄        | 田辺泰裕 | 小野学 高橋健司 宅野誠起 臼井文明 | 宮井加奈 佐野誉幸（メカ）                                                                   |       |       |
| 第10話              | 劇場の咆吼者               | 浦畑達彦        | 渡邊哲哉 | 大嶋博之 井端義秀                 | 吉井弘幸 しんぼたくろう 鈴木勘太（アクション）                                              |       |       |
| 第11話              | 花畑の合格者               | 冨田頼子        | 田辺泰裕 | 小野学 田辺泰裕 安藤正臣          | 西澤真也 橋口隼人 高部光章 牛尾優衣                                                         |       |       |
| 第12話              | 居場所の刃傷持ち           | 砂山蔵澄        | 渡邊哲哉 | 渡邊哲哉 井端義秀                 | 木村智（キャラクター） 江上夏樹（キャラクター） 尾崎正幸（キャラクター） 大塚健（メカ）     |       |       |
| 第13話              | 境渡りの欲深き者達         | 浦畑達彦        | 小野学   | 小野学 宅野誠起 臼井文明          | 藤井智之（キャラクター） 鈴木勘太（キャラクター） 吉田雄一（キャラクター） 川原智弘（メカ） |       |       |
| Blu-rayBOX 映像特典 | 境界線上のホライゾンXXI-PV | 川上稔 浦畑達彦 | 小野学   | 小野学                            | 藤井智之（キャラクター）                                                                    |       |       |

### 放送局
| 放送地域   | 放送局             | 放送期間                 | 放送日時                     | 放送系列            | 備考                                                         |
| 第1期      | 第1期              | 第1期                    | 第1期                        | 第1期               | 第1期                                                        |
| ---------- | ------------------ | ------------------------ | ---------------------------- | ------------------- | ------------------------------------------------------------ |
| 近畿広域圏 | 毎日放送           | 2011年10月1日 - 12月24日 | 土曜 26:58 - 27:28           | TBS系列             | 企画協力 アニメシャワー 第3部                                |
| 千葉県     | チバテレビ         | 2011年10月2日 - 12月25日 | 日曜 24:30 - 25:00           | 独立局              |                                                              |
| 神奈川県   | tvk                | 2011年10月2日 - 12月25日 | 日曜 26:00 - 26:30           | 独立局              |                                                              |
| 埼玉県     | テレ玉             | 2011年10月3日 - 12月26日 | 月曜 25:05 - 25:35           | 独立局              |                                                              |
| 東京都     | TOKYO MX           | 2011年10月3日 - 12月26日 | 月曜 25:30 - 26:00           | 独立局              |                                                              |
| 愛知県     | テレビ愛知         | 2011年10月3日 - 12月26日 | 月曜 25:30 - 26:00           | テレビ東京系列      |                                                              |
| 韓国全域   | ANIPLUS            | 2011年10月7日 - 12月30日 | 金曜 23:00 - 23:30           | CS放送 ネット配信   | リピート放送あり 韓国語字幕あり                              |
| 日本全域   | アニマックス       | 2012年1月16日 - 4月9日   | 月曜 22:00 - 22:30           | アニメ専門BS/CS放送 | リピート放送あり 1月8日に第1話を先行放送                     |
| 日本全域   | BS11               | 2012年4月3日 - 6月26日   | 火曜 24:00 - 24:30           | BS放送              | ANIME+枠                                                     |
| 京都府     | KBS京都            | 2016年10月4日 - 12月27日 | 火曜 1:30 - 2:00（月曜深夜） | 独立局              |                                                              |
| 第2期      |                    |                          |                              |                     |                                                              |
| 近畿広域圏 | 毎日放送           | 2012年7月7日 - 9月29日   | 土曜 26:28 - 26:58           | TBS系列             | 企画協力 アニメシャワー 第2部                                |
| 東京都     | TOKYO MX           | 2012年7月8日 - 9月30日   | 日曜 22:30 - 23:00           | 独立局              |                                                              |
| 神奈川県   | tvk                | 2012年7月8日 - 9月30日   | 日曜 25:00 - 25:30           | 独立局              |                                                              |
| 埼玉県     | テレ玉             | 2012年7月9日 - 10月1日   | 月曜 25:00 - 25:30           | 独立局              |                                                              |
| 千葉県     | チバテレビ         | 2012年7月9日 - 10月1日   | 月曜 25:00 - 25:30           | 独立局              |                                                              |
| 愛知県     | テレビ愛知         | 2012年7月9日 - 10月1日   | 月曜 25:30 - 26:00           | テレビ東京系列      |                                                              |
| 京都府     | KBS京都            | 2017年1月7日 - 3月25日   | 日曜 1:30 - 2:00（土曜深夜） | 独立局              |                                                              |
| 日本全域   | BS11               | 2012年7月10日 - 10月2日  | 火曜 24:00 - 24:30           | BS放送              | ANIME+枠                                                     |
| 日本全域   | バンダイチャンネル | 2012年7月10日 - 10月2日  | 火曜 24:00 - 24:30           | ネット配信          |                                                              |
| 韓国全域   | ANIPLUS            | 2012年7月13日 - 10月5日  | 金曜 23:30 - 24:00           | CS放送 ネット配信   | リピート放送あり 韓国語字幕あり 8月17日は第5話のリピート放送 |
| 日本全域   | アニマックス       | 2012年8月13日 - 11月5日  | 月曜 22:00 - 22:30           | アニメ専門BS/CS放送 | リピート放送あり                                             |

### イベント
境界線上のホライゾン オールナイト上映会〜きみとあさまで〜
2011年12月23日に角川シネマ新宿シネマ1で開催。茅原実里、斎藤千和、中田譲治が出演し、キャストトーク、第1話から第12話の上映、最終話の先行上映を行った。また、テレビアニメ第2期の製作も発表された。
境界線上のホライゾン 武蔵アリアダスト教導院学園祭
2012年6月24日に日本青年館大ホール（東京都新宿区）で開催。福山潤、茅原実里、斎藤千和、小清水亜美、白石涼子、白石稔、東山奈央、新田恵海、奥井雅美、Ceui、AiRIが出演。全2公演。テレビアニメ第2期の主題歌も披露された。

### アプリ
境界線上のホライゾン（アニメ）波紋ライブ壁紙
2011年9月22日より配信されたAndroid用ライブ壁紙アプリ。アスキー・メディアワークスの電撃モバイル for Android公開。
境界線上のホライゾン（原作）電モバ Wallpaper
2011年8月24日から順次配信されたAndroid用待受セットアプリ。アスキー・メディアワークスの電撃モバイル for Android公開。
ゲームアプリOO-FORMATION 王と八人の仲間達は下記の#ゲームの節を参照。

### 関連商品

#### Blu-ray Disc
2011年12月22日から発売。Blu-ray Discのみのリリースで、各巻初回版、通常版の2種リリース。奇数巻には原作者の川上稔書き下ろし小説が同梱されている。パッケージはキャラクターデザインを手掛けた藤井智之による描き下ろし特殊パッケージであり、三方背クリアケース仕様である。封入特典として各巻に特製ブックレットが同梱されている。
初回版、通常版共通の映像特典として第1巻にPV、CM、第1巻からのシリーズ映像としてキャラクター紹介、極東なるほど講座が収録されている。音声特典として川上稔書き下ろしのキャラクターコメンタリーが収録されている。
| 巻数 | 発売日         | 収録話          | 規格品番  | 規格品番  |
| 巻数 | 発売日         | 収録話          | 初回版    | 通常版    |
| ---- | -------------- | --------------- | --------- | --------- |
| 1    | 2011年12月22日 | 第1話           | BCXA-0404 | BCXA-0390 |
| 2    | 2012年1月27日  | 第2話 - 第3話   | BCXA-0405 | BCXA-0391 |
| 3    | 2012年2月24日  | 第4話 - 第5話   | BCXA-0406 | BCXA-0392 |
| 4    | 2012年3月23日  | 第6話 - 第7話   | BCXA-0407 | BCXA-0393 |
| 5    | 2012年4月20日  | 第8話 - 第9話   | BCXA-0408 | BCXA-0394 |
| 6    | 2012年5月25日  | 第10話 - 第11話 | BCXA-0409 | BCXA-0395 |
| 7    | 2012年6月22日  | 第12話 - 第13話 | BCXA-0410 | BCXA-0396 |

| 巻数 | 発売日         | 収録話          | 規格品番  | 規格品番  |
| 巻数 | 発売日         | 収録話          | 初回版    | 通常版    |
| ---- | -------------- | --------------- | --------- | --------- |
| 1    | 2012年9月21日  | 第1話           | BCXA-0411 | BCXA-0397 |
| 2    | 2012年10月26日 | 第2話 - 第3話   | BCXA-0412 | BCXA-0398 |
| 3    | 2012年11月22日 | 第4話 - 第5話   | BCXA-0413 | BCXA-0399 |
| 4    | 2012年12月21日 | 第6話 - 第7話   | BCXA-0414 | BCXA-0400 |
| 5    | 2013年1月29日  | 第8話 - 第9話   | BCXA-0415 | BCXA-0401 |
| 6    | 2013年2月22日  | 第10話 - 第11話 | BCXA-0416 | BCXA-0402 |
| 7    | 2013年3月22日  | 第12話 - 第13話 | BCXA-0417 | BCXA-0403 |

| 発売日         | 収録話                                        | 規格品番  | 規格品番  |
| -------------- | --------------------------------------------- | --------- | --------- |
| 2018年12月21日 | 第1期・第2期の全話 境界線上のホライゾンXXI-PV | BCXA-1394 | BCXA-1394 |

#### CD
| 発売日         | タイトル                                                 | 規格品番    |
| -------------- | -------------------------------------------------------- | ----------- |
| 2012年1月25日  | 境界線上のホライゾン ORIGINAL SOUND TRACK                | LACA-9227/8 |
| 2012年4月18日  | 境界線上のホライゾン 演目披露 第1弾 ネイト・ミトツダイラ | LACM-4878   |
| 2012年5月23日  | 境界線上のホライゾン 演目披露 第2弾 葵・喜美             | LACM-4879   |
| 2012年6月27日  | 境界線上のホライゾン 演目披露 第3弾 浅間・智             | LACM-4898   |
| 2012年7月25日  | 境界線上のホライゾン 演目披露 第4弾 マルゴット・ナイト   | LACM-4899   |
| 2012年8月22日  | 境界線上のホライゾン 演目披露 第5弾 マルガ・ナルゼ       | LACM-4933   |
| 2012年9月26日  | 境界線上のホライゾンHR                                   | LACA-15218  |
| 2012年10月10日 | 境界線上のホライゾン ORIGINAL SOUND TRACK Vol.2          | LACA-9250/1 |

## ゲーム
境界線上のホライゾン PORTABLE
PSP専用ゲームソフト。2013年4月25日に発売された。原作者の川上稔が企画原案・シナリオ・総監修を担当。
初回限定版には、ねんどろいど「浅間・智」（制服ver.）と、ゲームのスペシャルファンブックが特典として同梱される。
ファミ通の40点満点のクロスレビューでは24点だった。
OO-FORMATION 王と八人の仲間達
原作者の川上稔と原作イラストレーターのさとやすの関わるスマートフォン専用ゲームアプリ『OO-FORMATION（ダブルオー・フォーメーション）』に『境界線上のホライゾン』の世界が追加された。元々は2010年9月に配信開始されたフィーチャーフォン用ゲームアプリ『Obstacle Overture mobile』という作品があり、『OO-FORMATION』はそのスマートフォン版として2016年8月に開始された作品だったが、2017年8月25日に（当初より予定されていた）大型アップデートを実施し『境界線上のホライゾン』の世界を追加したのが本作である。
基本無料のアイテム課金制。